# Théâtre japonais

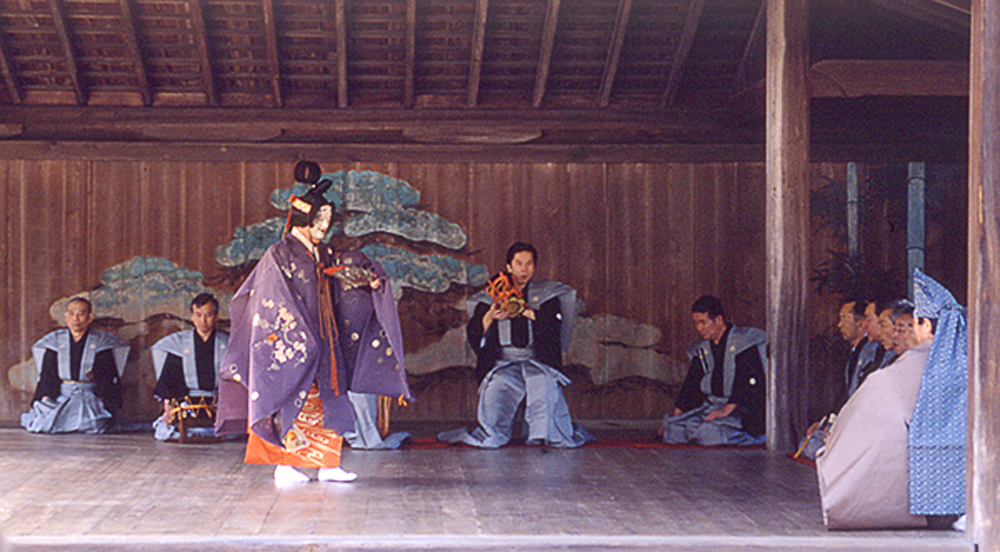
Scène de nô, genre classique du théâtre japonais.

Le théâtre japonais, qui se forme au cours du XIVe siècle, mais hérite de plusieurs siècles de danses rituelles et de spectacles de divertissement variés, se caractérise par un répertoire fortement ancré dans la littérature et par une forte tendance à la stylisation et à la recherche d’esthétisme.
Trois périodes marquent l’histoire du théâtre japonais. Premièrement, les origines de l’art théâtral sont recherchées depuis l’Antiquité jusqu’au XIVe siècle dans les danses rituelles shinto ou bouddhiques, les festivals et divertissements populaires ainsi que les farces et pantomimes, tant autochtones qu’importés d’Asie. La seconde période est celle du théâtre classique, défini par trois genres bien distincts : le nô, drame lyrique raffiné et poétique, le bunraku ou ningyō jōruri, théâtre de marionnettes littéraire, et le kabuki, spectacle dramatique des bourgeois. La troisième période couvre le théâtre moderne, après l’ouverture du Japon sur le monde à l’époque Meiji. Les Japonais rompent avec la période classique d’abord via le shingeki, le théâtre expérimental à l’occidentale, puis avec la prépondérance de l’avant-garde. Chaque époque a accouché de grands dramaturges qui ont fait l’histoire de l’art théâtral japonais, au rang desquels figurent Zeami, théoricien du nô, Chikamatsu, instigateur d’un véritable art dramatique, Kawatake Mokuami, rénovateur du kabuki après l’ouverture du pays, et Kaoru Osanai, artisan du développement du théâtre moderne.
Chaque forme du théâtre japonais, classique ou moderne, possède des caractéristiques de jeu et de dramaturgie variées, dont les plus typiques sont l’usage récurrent de masques raffinés ou caricaturaux, l’importance de la danse et de la musique d’accompagnement, la gestuelle stylisée des acteurs ainsi que la forte hiérarchisation des rôles dans les troupes de théâtre.
De nos jours, l’art du théâtre japonais est mondialement reconnu pour sa qualité, ses trois genres classiques étant tous inscrits au patrimoine culturel immatériel de l'humanité.

## Histoire

### Origines du théâtre japonais
Le théâtre japonais trouve ses origines dans les danses rituelles et la chorégraphie sacrée. L’entrée de ces danses dans le folklore s’effectue par la perte progressive de leur sens religieux au profit de plus d’esthétique et de raffinement, notamment à l’instigation de la cour impériale à partir du VIIIe siècle, ainsi que leur représentation dans le monde profane pour le divertissement des hommes et non plus seulement des dieux. Ce processus de folklorisation de tout un ensemble hétérogène de danses, farces et pantomimes aboutit à la naissance à partir du XIVe siècle d’une forme de théâtre élaboré purement japonais.
Les danses rituelles, au début très rudimentaires, ont l’originalité dans les arts vivants japonais d’avoir des origines tant autochtones qu’importées du continent asiatique. Parmi les rites autochtones figurent les kagura (« divertissement des dieux ») et les danses agraires des milieux ruraux. De Chine et de Corée viennent diverses formes de spectacles et de chorégraphies, dont le gigaku, le bugaku et les danses bouddhiques.

#### Les danses rituelles autochtones (kagura,ta-mai,dengaku)

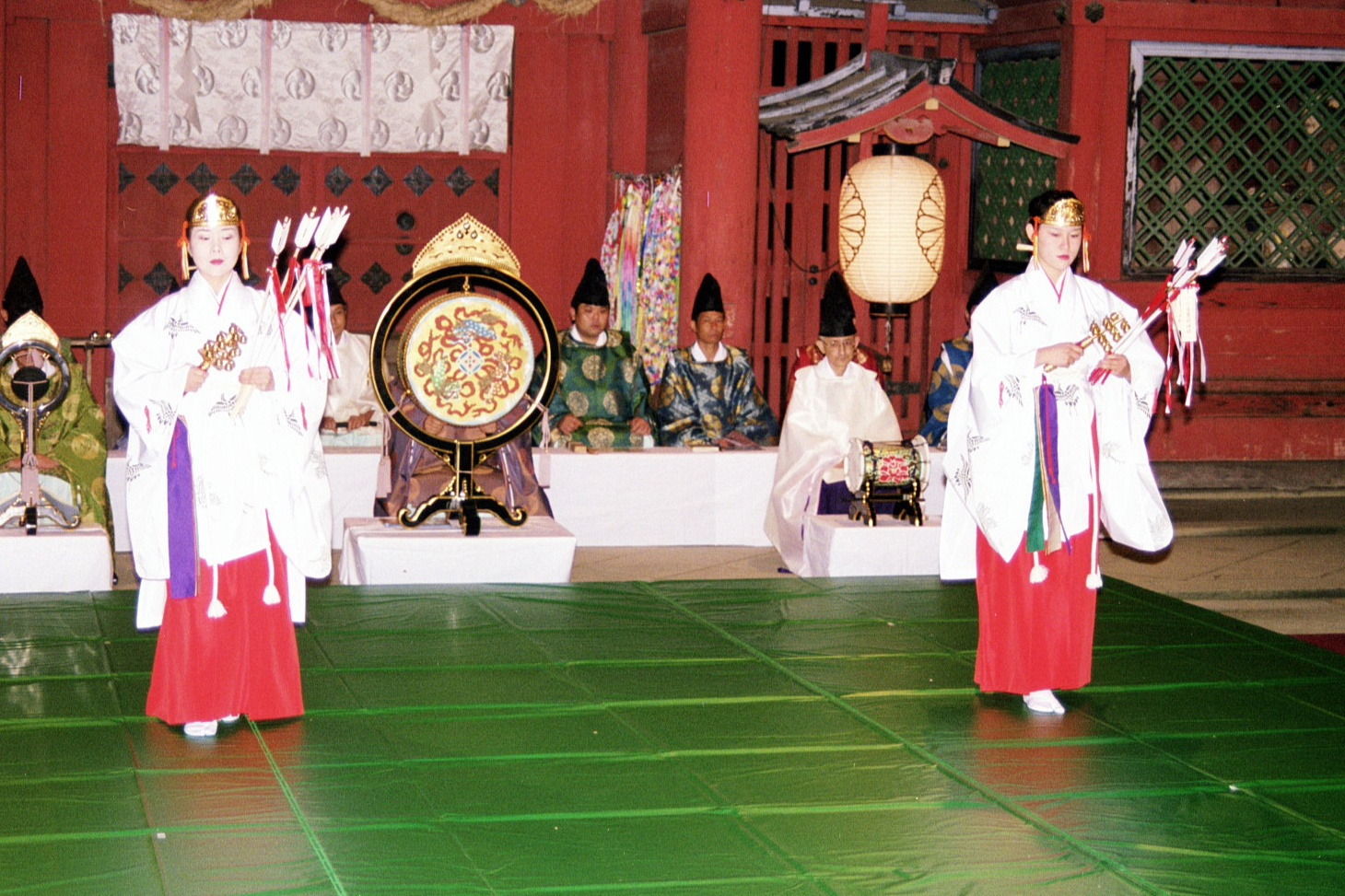
Danse kagura effectuée par des miko, danseuses attachées à un sanctuaire shinto.

Les plus anciennes formes attestées d’art du spectacle au Japon datent du Ve ou du VIe siècle, prenant la forme de transes et rites shamaniques. Les vastes chroniques historiques du Kojiki et du Nihon shoki mentionnent notamment les danses shinto nommées Ame no uzume no mikoto données en l’honneur d’Amaterasu (divinité du soleil), ainsi que les pantomimes profanes d’Umisashi célébrées pour marquer la soumission d’un peuple vaincu à son conquérant.

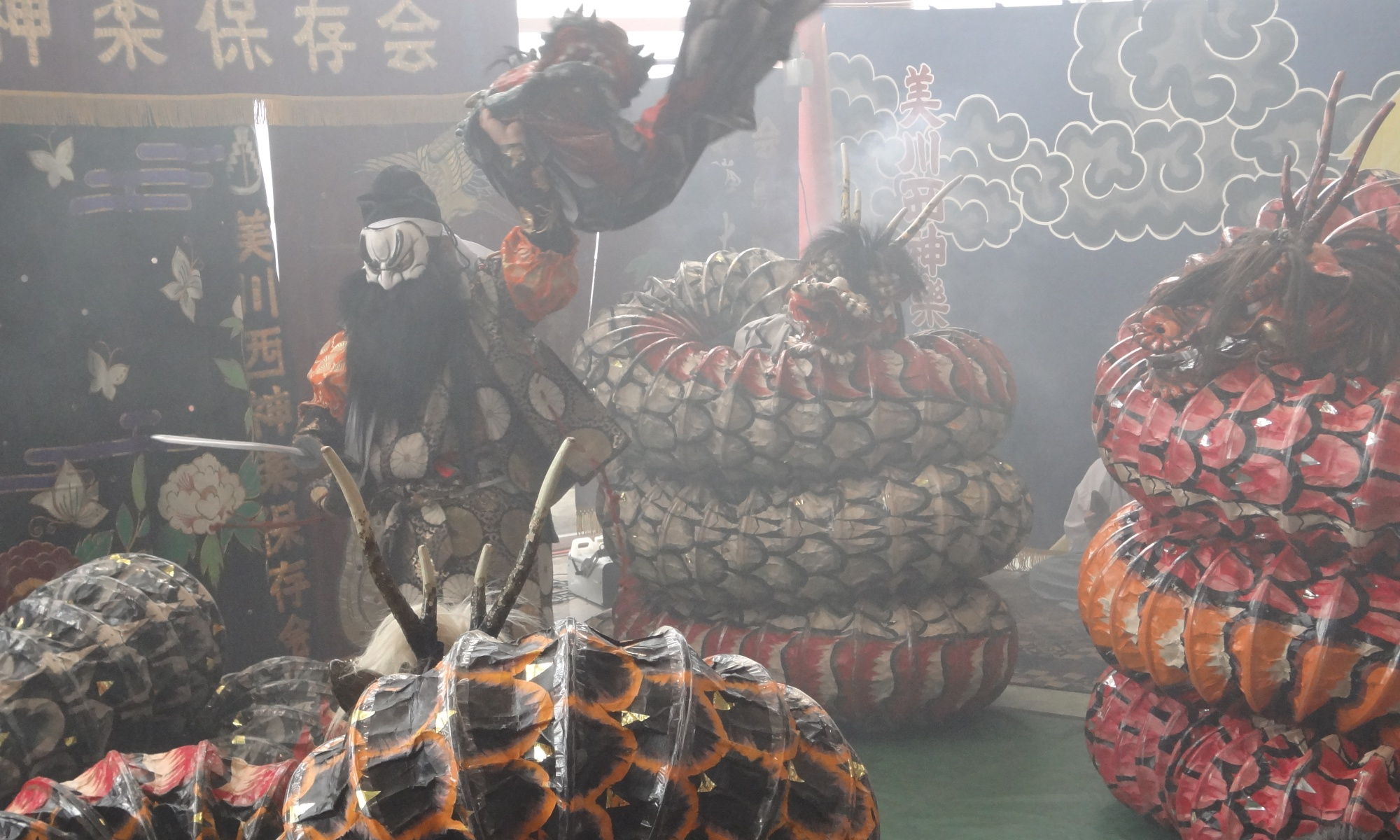
Danse kagura à Ise représentant le combat entre la divinité Susanoo et le monstre Yamata-no-Orochi.

Les kagura sont les rites shinto exécutés pour le « divertissement des dieux ». Dès le VIIIe siècle, deux formes principales de kagura sont bien identifiées dans la tradition shinto : les danses comme possédées par une divinité et les bouffonneries données pour apaiser une divinité en la faisant rire. Les kagura primitifs appartiennent au registre des « danses rituelles magiques » excessives, dont il ne subsiste aujourd’hui que des danses adaptées dans les sanctuaires shinto, les miko-mai, effectuées par de jeunes filles. En effet, entre le VIIIe et le XIIe siècle, les kagura sont harmonisés selon les canons de la musique chinoise, puis réglementés par la cour impériale en 1002, prenant finalement la forme d'un « ballet religieux épuré et stylisé ». On les nomme mi-kagura : le sens religieux profond des kagura primitifs s’efface au « profit de l’expression artistique et esthétique ». À l’époque, la cour inspire tous les arts et ces mi-kagura se répandent dans le pays pour des représentations parfois en dehors des fêtes religieuses ; les kagura à l’extérieur du palais sont appelés sato-kagura dont les plus fameux sont fondés sur les traditions des grands sanctuaires shinto,.

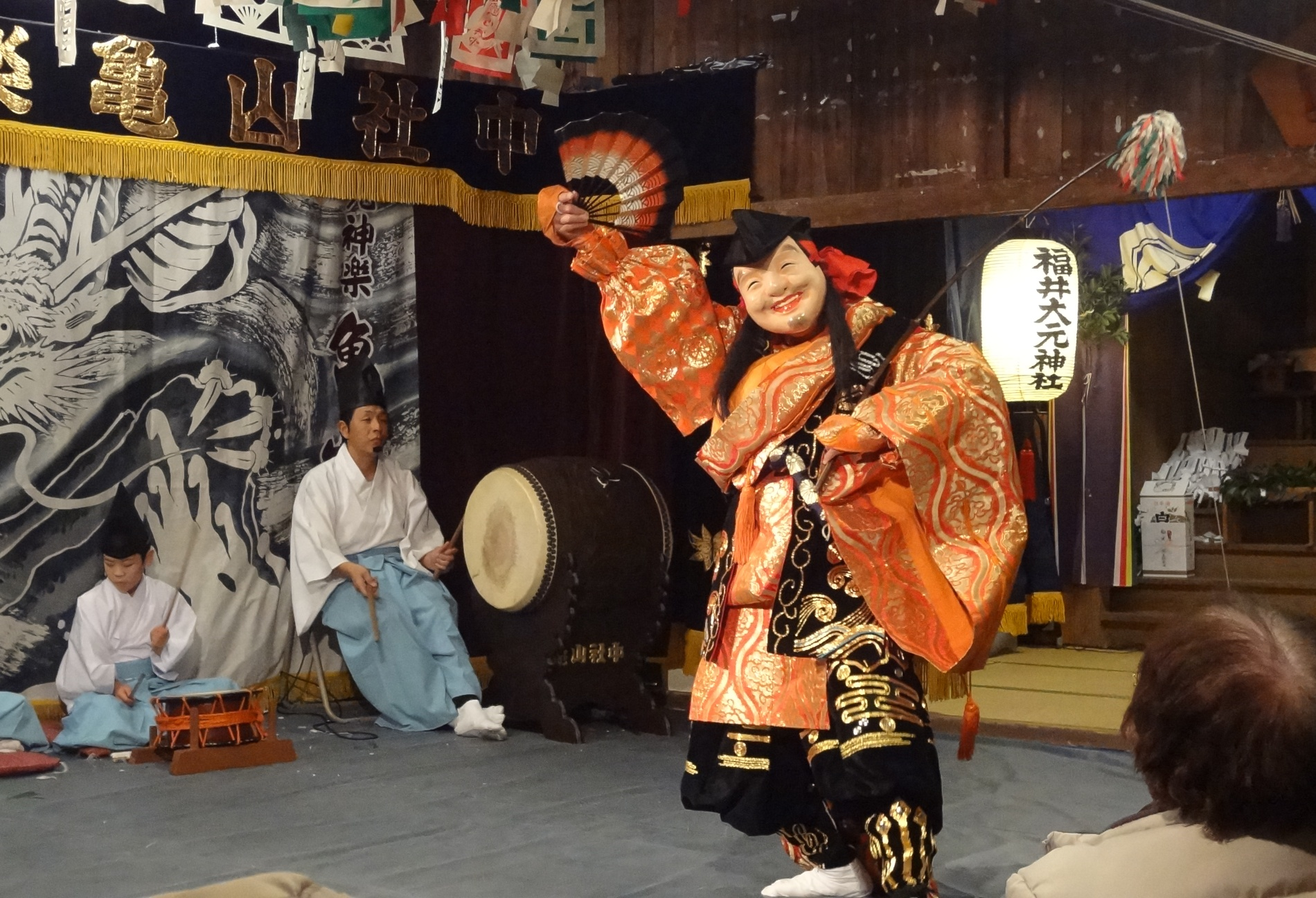
Danse kagura à Hamada en l'honneur d'Ebisu, divinité shinto des pêcheurs, des marchands et de la prospérité.

La perte du sens religieux est moins prégnante dans les danses agraires (ta-mai) au moins jusqu’au XXe siècle. Elles ont conservé plus longtemps leurs caractères primitifs, rituels et locaux. Les deux types principaux de danses agraires sont le ta-ue (danse pour repiquage du riz) et l’ama-goi (prière pour la pluie), auxquels s’ajoutent d’autres rites comme les danses pour remercier les dieux, pour protéger les récoltes ou pour éloigner les épidémies ; tous ces rituels sont primitivement des danses empreintes de « magie sympathique ». Le repiquage du riz est traditionnellement dévolu aux jeunes filles qui évoluent au rythme des tambours et des flûtes des hommes, peut-être embryon de danses. Localement, les danses agraires sont encore pratiquées de nos jours par les paysans, mais au cours de l’histoire, elles connaissent tout comme les kagura une harmonisation selon les canons de la cour pour devenir des danses de pur folklore par une « stylisation des gestes primitivement chargés d’une signification précise »,. Dès le XIIe siècle, ces danses des champs sont organisées dans les grands temples des villes et surtout de Kyoto, la capitale impériale ; les citadins les nomment dengaku. Très populaires lors des fêtes saisonnières shinto, ces rituels à destination magique deviennent peu à peu spectacles, avec des acteurs qui interprétaient le rôle des repiqueuses ou des propriétaires terriens pour plus de réalisme. Ce premier élément dramatique transforme vite le dengaku en « farces paysannes pour amuser »,. Vers 1250, on appelle ces farces dengaku nô, pour les séparer des danses agraires primitives et provinciales, et en l’espace d’un siècle, les dengaku nô sont tenus en dehors des temples, représentations profanes très prisées des citadins et des nobles vers 1350, avant d’être concurrencées, puis supplantées par le sarugaku, puis le nô (appelé à l’origine sarugaku nô).

#### Danses importées du continent et rituels bouddhiques (gigaku,bugaku,sangaku)

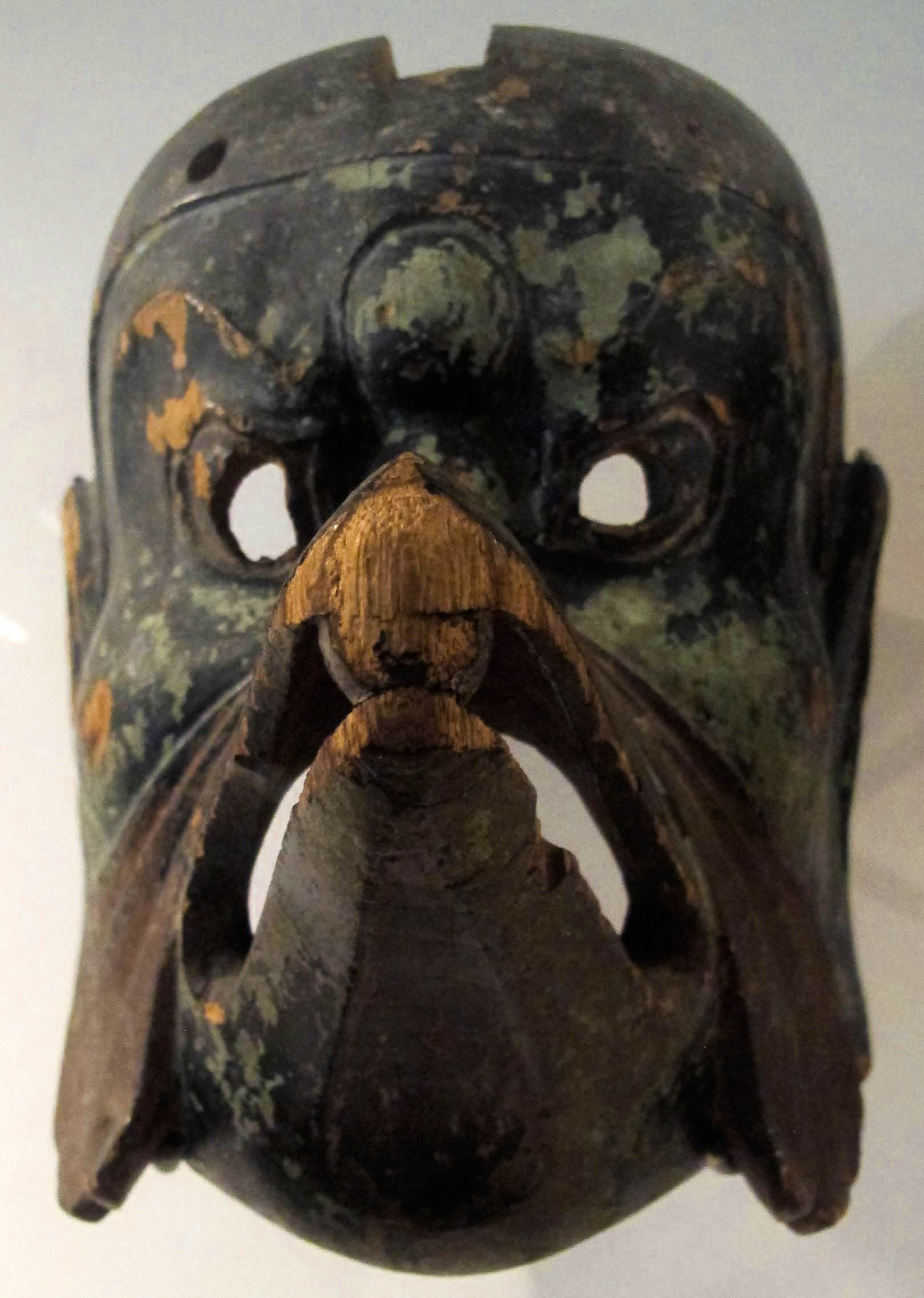
Masque caricatural de gigaku datant du VIIIe siècle.

Si les Japonais ont très vite eu le goût d’adapter et harmoniser les danses primitives autochtones pour en faire des divertissements esthétiques ou des farces populaires, il en va de même pour les divers rituels importés du continent, principalement de Chine et de Corée. Ce sont tous ces éléments peu à peu dénués de leur caractère magique et religieux et intégrés au folklore qui conduisent à la formation d’un théâtre japonais élaboré.
Parmi les plus anciens spectacles importés d’Asie figure le gigaku, apporté de Corée en 612 selon la tradition. Il s’agit en réalité d’un ensemble assez hétérogène de divertissements en vogue en Chine et en Corée, mêlant processions, danses, farces et pantomimes. Au Japon, les spectacles gigaku sont d’abord tenus à l’occasion des fêtes bouddhiques, puis intégrés aux cérémonies de la cour. Trait caractéristique du genre, les acteurs portent de grands masques de laque sèche ou de bois peignant avec des expressions caricaturales des personnages étranges et exotiques pour les Japonais d’alors. Toutefois, le gigaku disparaît assez rapidement des grands centres, et dès le Xe siècle, cette tradition était marginale, si bien que nous n’en connaissons que peu de choses de nos jours, hormis par les documents anciens comme le Kyōkunshō écrit en 1233 par Koma Chikazane. Cet abandon s’explique peut-être par le caractère parfois grossier du gigaku, par exemple la danse mara-furi (« secouer le phallus ») où un danseur mène en laisse un personnage représentant un phallus.

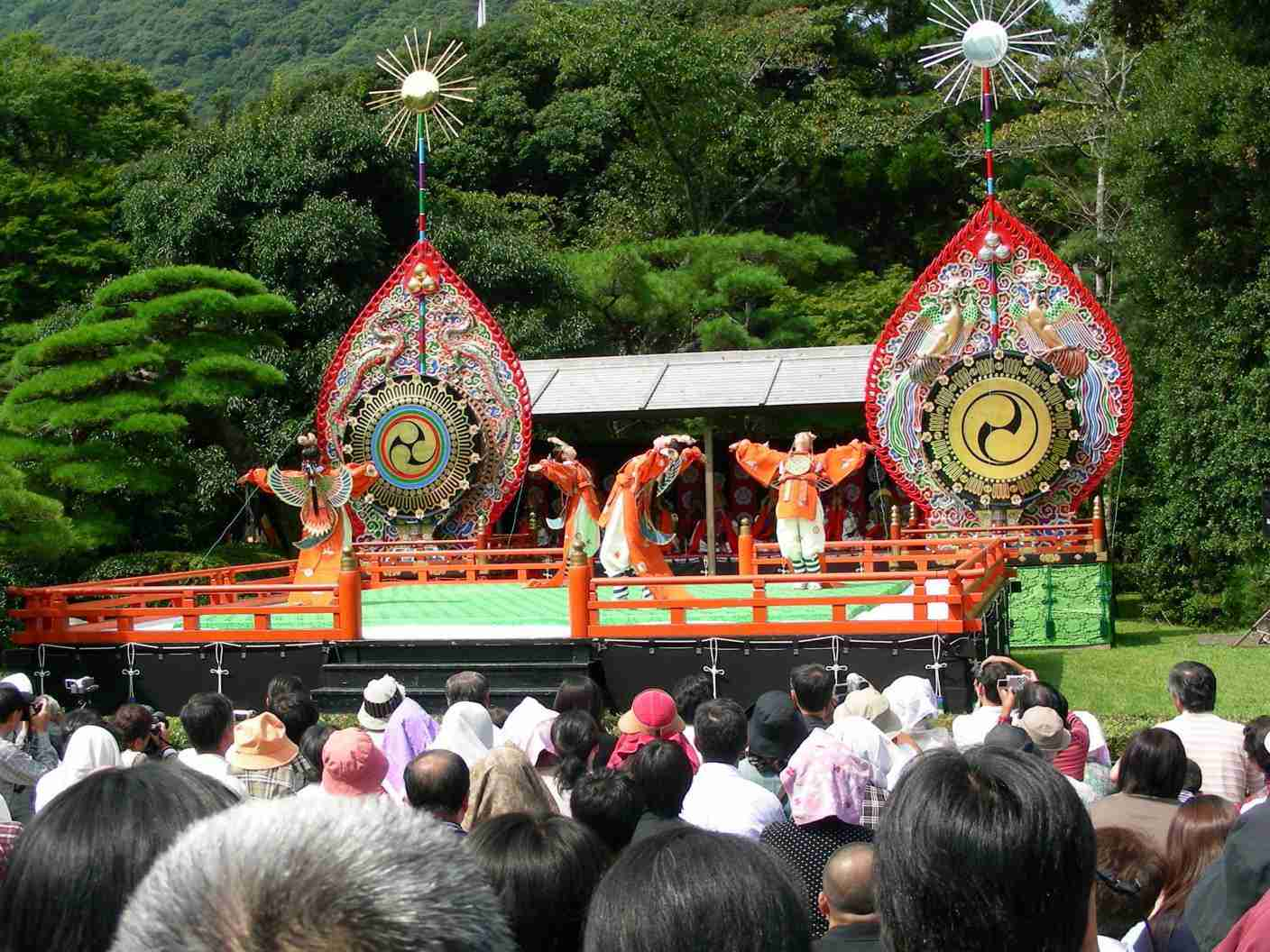
Danse de bugaku à Ise.

Arrivé d’Asie aux VIe et VIIIe siècles, le bugaku regroupe toutes les danses asiatiques anciennes conservées par la cour impériale (via l’Office de la musique). Au Japon, le bugaku est étroitement lié à la cour et aux temples de la région de Kyoto : il est raffiné et sa musique, nommée gagaku, est très élaborée. Le gagaku a contribué à forger les canons musicaux des aristocrates. Rapidement, il se constitue à la cour un répertoire de musiques et danses religieuses moins archaïques, fortement inspiré par le continent, mais conservant un lien avec les rites traditionnels. Les mi-kagura évoqués plus haut, qui sont des kagura harmonisés pour gagner en esthétique et en raffinement sur le modèle du bugaku, peuvent être vus comme des sortes de bugaku. Très dynamique durant toute l’époque de Heian, l’art du bugaku est ensuite préservé par l’ancienne aristocratie et perdure jusqu’à nos jours sous la forme de danses abstraites et esthétiques où la dimension dramatique, voire folklorique est devenue ténue.

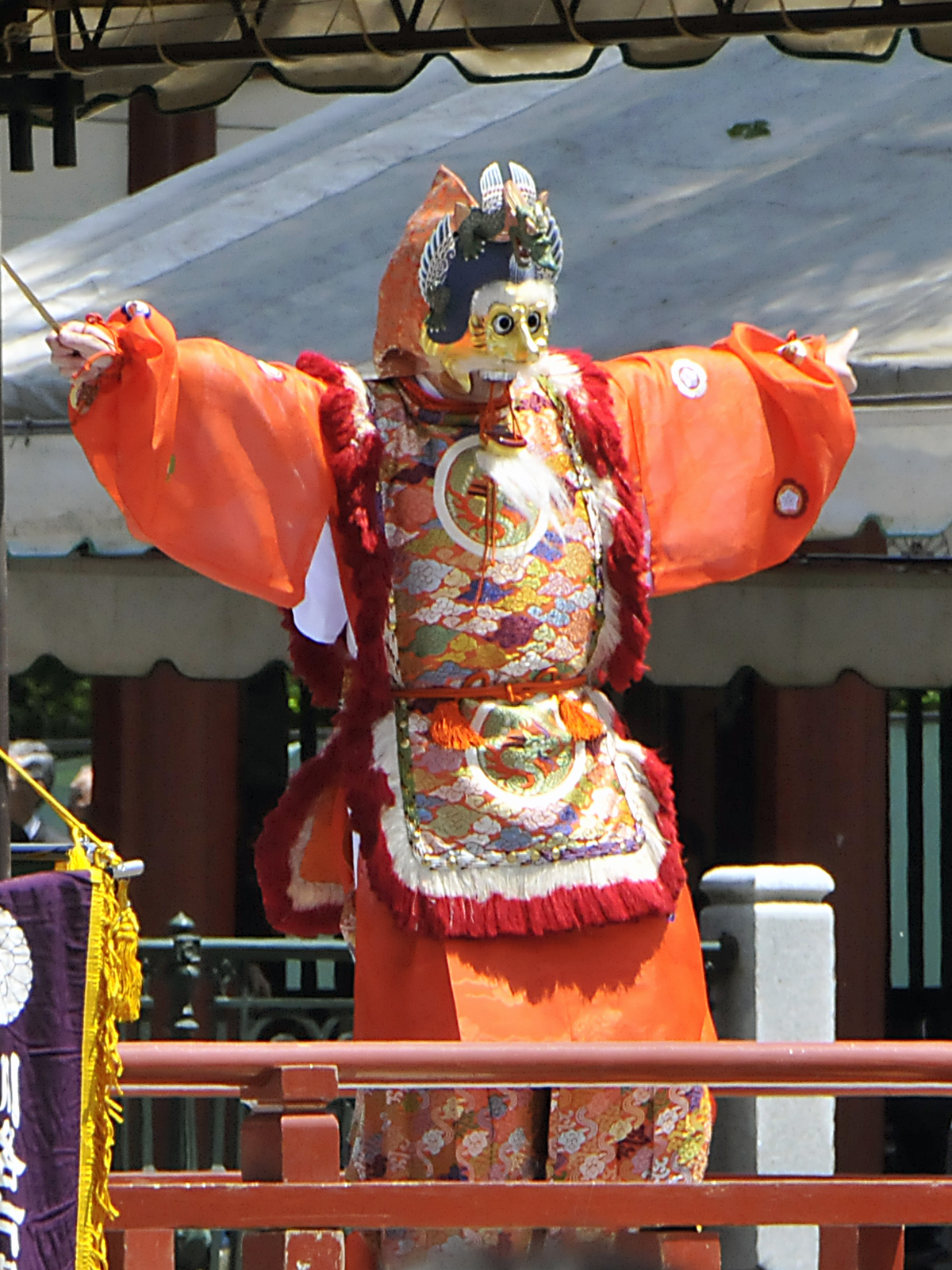
Danseur de bugaku.

Si les représentations de bugaku n’ont été prisées que par l’élite aristocratique et religieuse, il en va tout autrement du sangaku, introduit de Corée et de Chine aux VIIe et VIIIe siècles, mais moins raffiné et d’essence purement populaire. Plus rarement associé aux cérémonies religieuses, il s’agit de « spectacles de foire [...] pantomimes comiques, farces rudimentaires, montreurs de marionnettes, conteurs ambulants, danseurs gesticulant pour chasser les démons ». Dès le Xe siècle, le sangaku chinois est appelé sarugaku (singerie ou musique de singe) au Japon, qui s’enrichit au contact du peuple des saynètes comiques ou de mimiques. Les spectacles hétérogènes de sarugaku sont très proches du dengaku autochtone au XIIIe siècle. Fortement populaires, profanes et parfois vulgaires, le sarugaku et le sarugaku nô ont eu, comme le dengaku, une importance primordiale sur la naissance du théâtre japonais. En effet, Kan’ami et Zeami, les deux fondateurs du nô (le premier véritable genre du théâtre classique japonais), sont tous deux chefs d’une troupe de sarugaku. En ce sens, le nô peut être décrit comme l’« ultime avatar du sarugaku ».

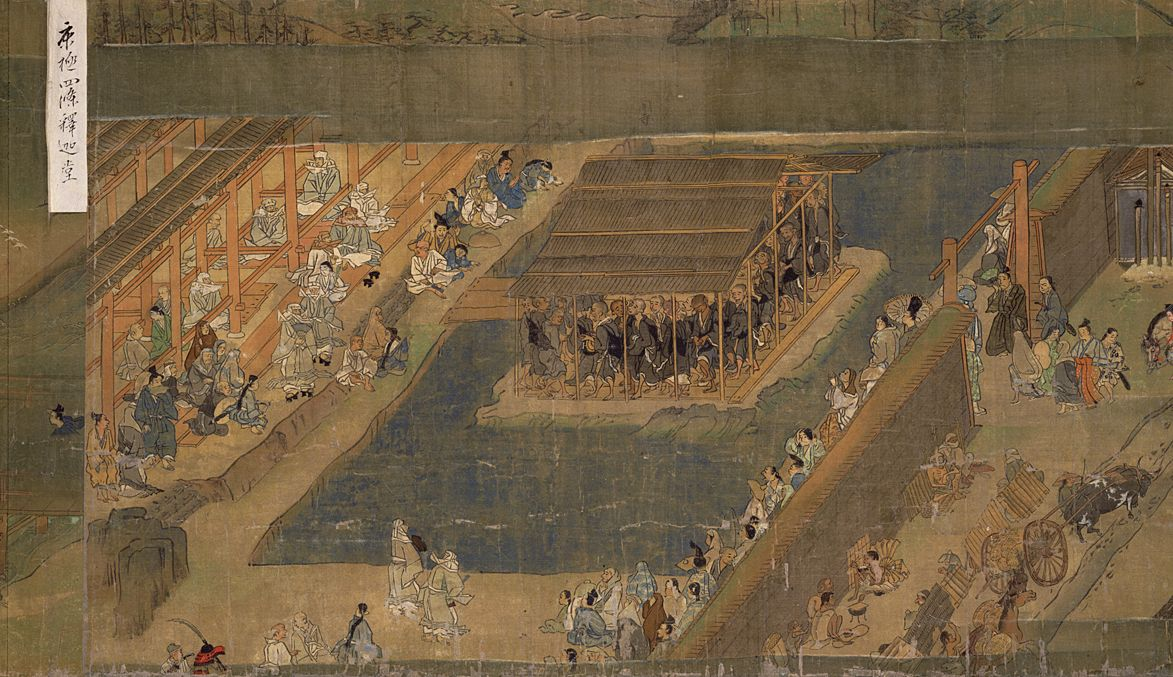
Peinture sur rouleau d'une danse bouddhique (odori-nenbutsu). Biographie illustrée du moine itinérant Ippen, 1299.

Pour les Japonais du VIe ou du VIIe siècle, la danse et la religion sont si étroitement liées qu’ils ont immédiatement associé ces danses importées du continent (gigaku, bugaku, sangaku) au bouddhisme, introduit au même moment, mais ce lien semble ténu en Asie : ces danses avaient certes une valeur religieuse, mais pas nécessairement bouddhique. Tout au contraire, le bouddhisme n’incorpore pas de rituel dansé ni de représentation sacrée, si bien que le clergé japonais dut inventer toutes sortes de danses rituelles pour satisfaire ses fidèles : processions inspirées du gigaku, farces, pantomimes, ou bien, importé de Chine et originaire d’Inde et d’Asie, l'exorcisme (zushi ou noronji) qui donne très vite des danses d’exorcistes prisées au XIe siècle et incorporées dans les sarugaku. Comme danse purement bouddhique, il n’existe que l’odori-nenbutsu (danse d’invocations) conçu par Ippen, fondateur de l’école Ji shū du bouddhisme de la Terre pure au XIIIe siècle. Ippen imagine, pour rendre cette pratique plus attractive, un rituel de récitation dansé et chanté un peu extatique, rythmé par les percussions. Peu à peu, ces danses abandonnent, comme nombre de danses liturgiques au Japon, leur signification religieuse pour devenir des petits drames mimés ou parlés, et finalement entrer dans le domaine du folklore et du profane.

### Théâtre classique

#### Théâtre sous les shoguns Ashikaga (nô,kyōgen)

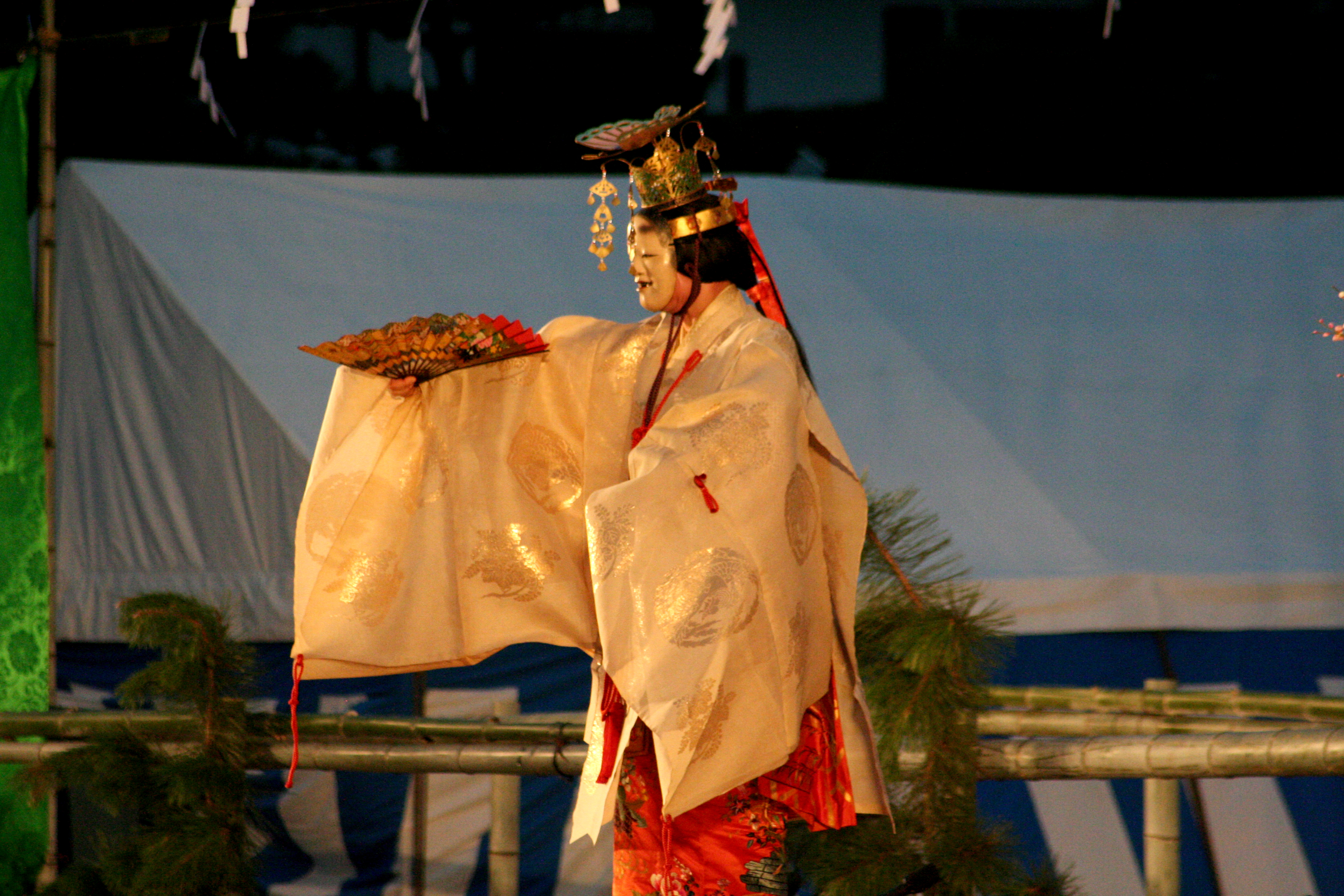
Acteur de nô en costume de divinité féminine.

Les premières formes abouties du théâtre japonais, le nô et le kyōgen, émergent des différentes danses et pantomimes religieuses peu à peu incorporées au folklore, donc au monde profane, et réalisées par des troupes qui se professionnalisent et font évoluer leur art,. Avant le XIVe siècle, plusieurs formes de spectacles appelés nô cohabitent, souvent joués aussi bien pour les cérémonies religieuses que profanes par des moines ou des troupes professionnelles, comme le sarugaku nô, le dengaku nô, l’ennen nô, le shugen nô, etc. La dernière étape avant la formation d’un véritable spectacle dramatique est l’apparition du dialogue. Ce dernier apparaît principalement dans les festivals populaires, les matsuri, où s’instaurent des échanges parlés entre danseurs. Les troupes de sarugaku adaptent notamment des légendes traditionnelles des cérémonies religieuses du Nouvel An en spectacle à plusieurs personnages qui dialoguent ; à l’époque de Kamakura, les troupes de sarugaku jouent ces pièces dans les temples du Japon auprès du peuple.

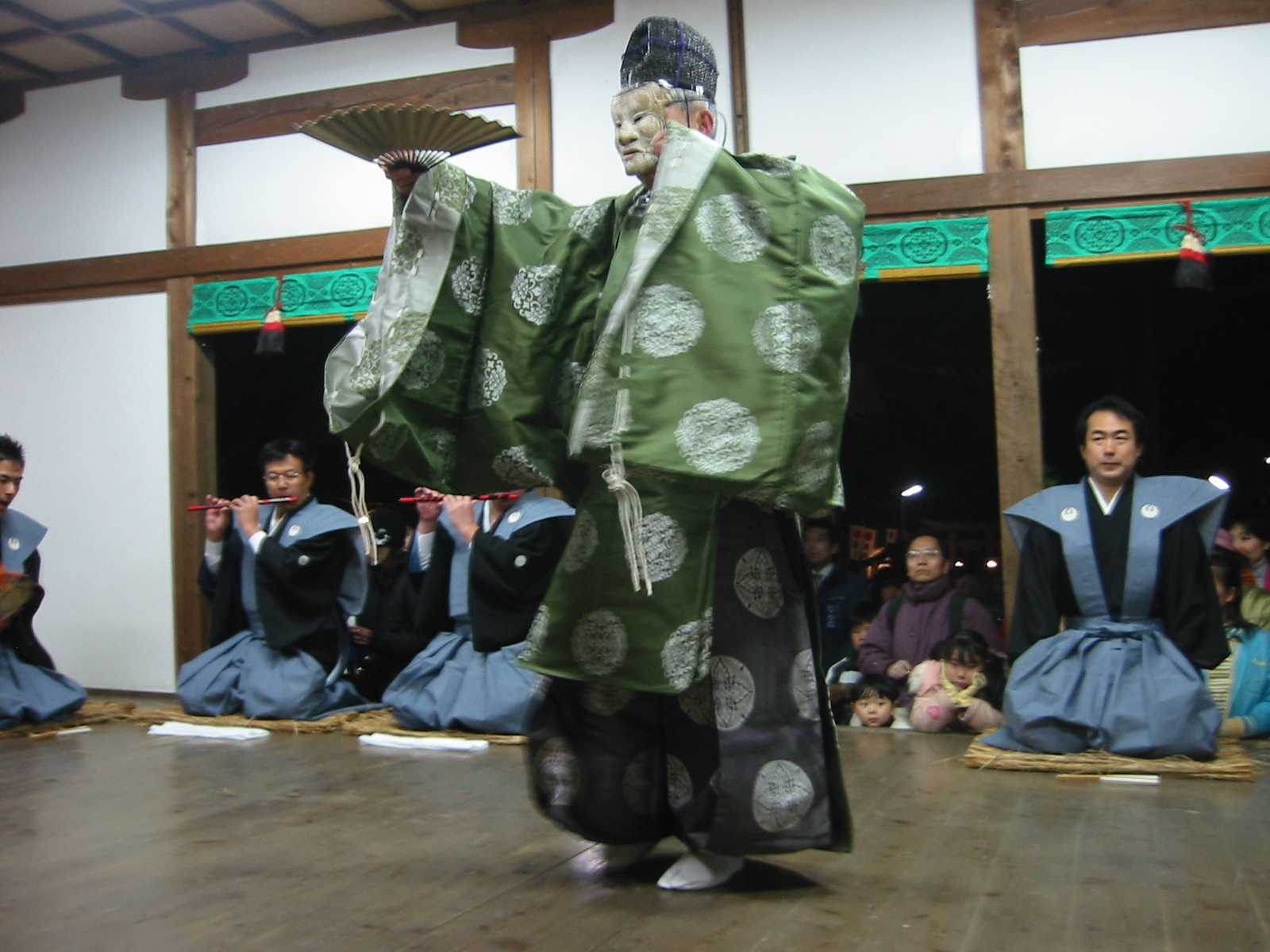
Scène d'une pièce de théâtre nô.

Vers 1350, le dengaku nô est prisé par les élites pour sa tradition littéraire et poétique, alors que le sarugaku nô est perçu comme plus populaire, voire grotesque et vulgaire. À son apogée, les programmes de dengaku nô sont très soigneusement élaborés (numéros dramatiques, danses, acrobaties, accompagnement musical) et touchent un public très vaste, depuis les empereurs jusqu’aux badauds des festivals de campagne. Cette situation change lors d’une représentation de sarugaku nô à laquelle assiste le shogun Ashikaga Yoshimitsu en 1374. Impressionné par le jeu de l’acteur, il l’invite au palais sous sa protection, malgré les réticences de sa cour. Cet acteur se nomme Kan’ami, et son fils Zeami. Kan’ami a gagné une certaine reconnaissance en ayant fait évoluer sa pratique du sarugaku par l’emprunt d’éléments du dengaku pour forger ce que l’on nommera plus tard le nô. Le dengaku nô mettait au-dessus de tout la recherche d’un esthétisme très raffiné que les Japonais appellent yūgen, le « charme discret ». Cette recherche du yūgen conduit rapidement le genre à un maniérisme extrême dénué d’originalité. Kan’ami a l’idée de combiner pour ses drames lyriques le yūgen avec la mimique dramatique (monomane) du sarugaku, plus rude et plus impétueuse, adaptée à la mise en scène de personnages violents comme des guerriers et des démons,. Il fait aussi évoluer la musique et le chant, en s’inspirant de la musique populaire et rythmique kusemai. Ces évolutions, poursuivies et théorisées par son fils Zeami, rompent définitivement avec la tradition en ce qu’elles placent la beauté du spectacle avant les contraintes rituelles et cérémonielles : seuls comptent désormais l’art théâtral et l’esthétisme, qui ne doivent pas se plier aux exigences du religieux. Cette manière théâtrale a connu un grand succès auprès de la cour shogunale. Kan’ami dirige une des sept confréries (za) d’acteurs sarugaku nommée Yūzaki : il semble que très vite, les six autres confréries, ainsi que les deux confréries de dengaku qui existaient à son époque, aient soit disparu, soit copié son nô.

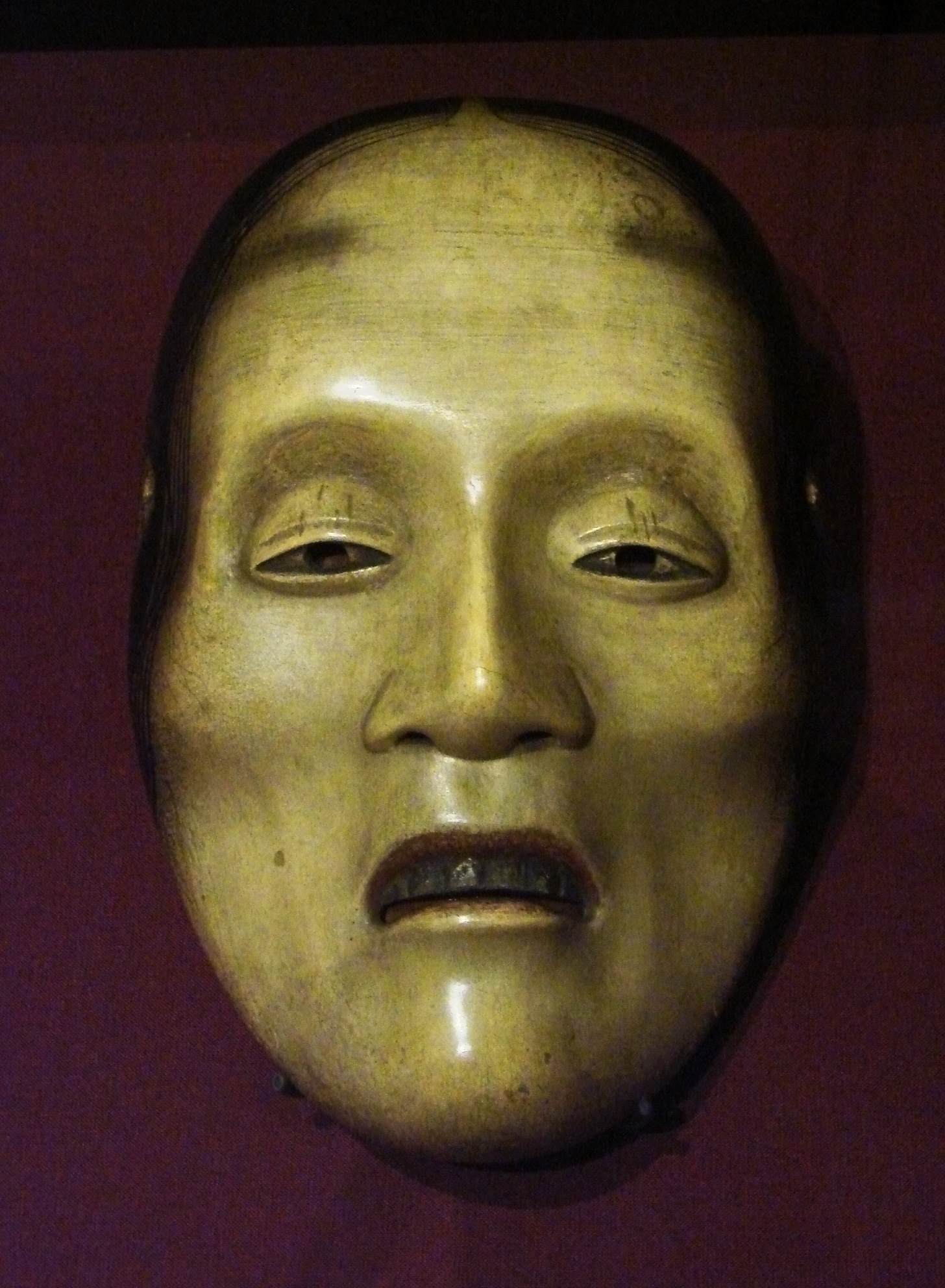
Un masque de nô représentant une femme émaciée, époque d'Edo.

Kan’ami meurt en 1384, et c’est son fils Zeami, élevé à la cour du shogun, qui reprend sa suite au palais et qui a une importance déterminante dans l’établissement du nô et plus généralement du théâtre classique japonais,,. Avec son père, Zeami est le fondateur de l’école d’acteurs nô Kanze (Kanze-ryū). Loin de se contenter du répertoire paternel, il réécrit et arrange à sa manière ces pièces et pioche également dans le répertoire du dengaku. En effet, il accorde dans son théâtre une importance grandissante, puis prépondérante à un principe qu’il nomme sōō, la « concordance » entre l’auteur et son époque, entre l’auteur et l’acteur, et entre l’acteur et son public. Ainsi, il réécrit non seulement toutes les pièces du répertoire passées à son goût, mais encourage aussi les acteurs à écrire ou improviser, afin de satisfaire un public désormais divers et exigent. Historiquement, Zeami est l’auteur le plus prolifique du nô avec une centaine de pièces, soit près de la moitié du répertoire connu et joué de nos jours, et il a également légué ses Traités qui théorisent le nô tel qu’il le pratique.

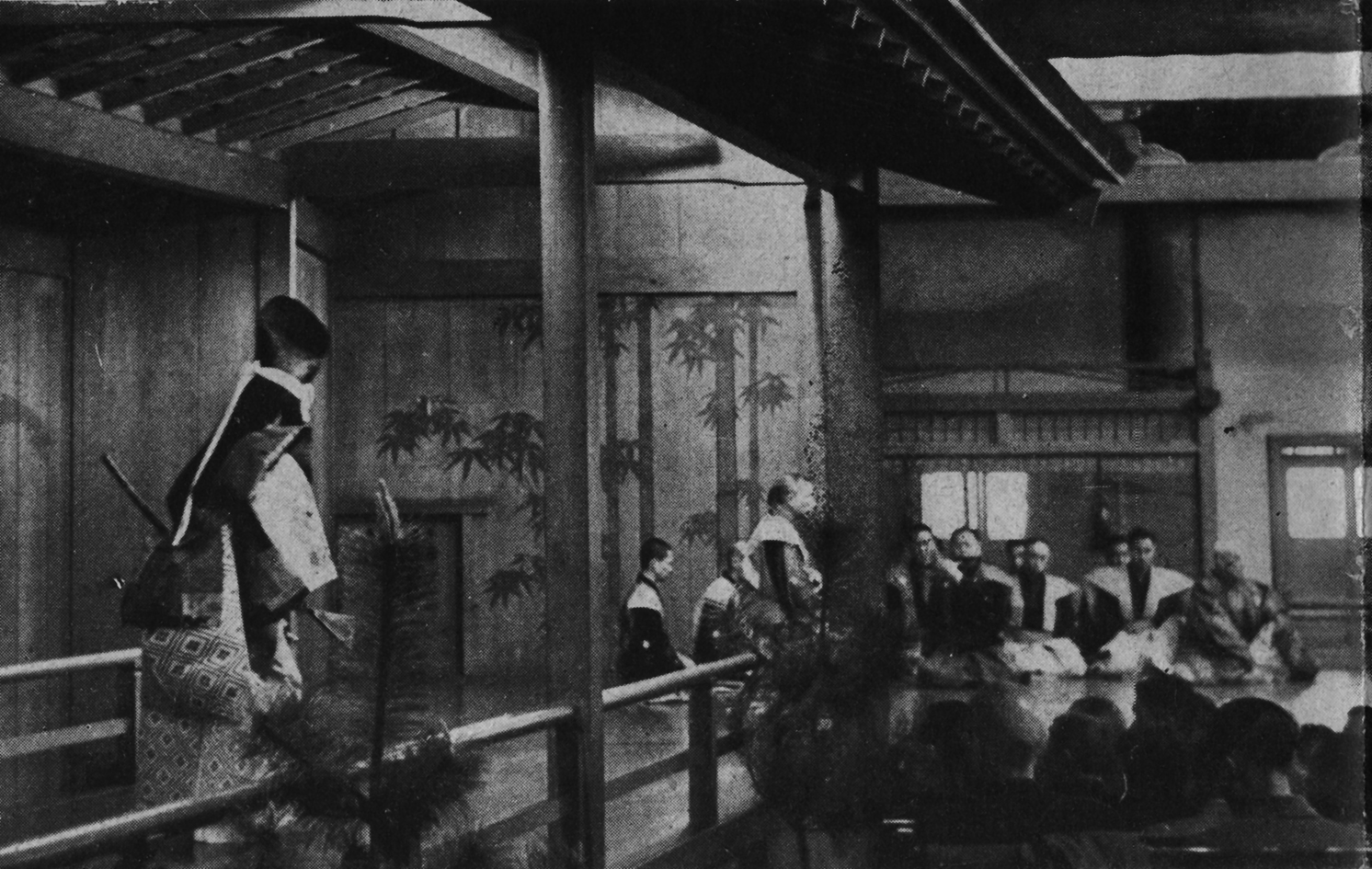
Scène de nô vue de côté, où l'acteur Sakurama Kyusen incarne un guerrier.

Zeami conserve son prestige à la cour sous les shoguns Ashikaga Yoshimitsu, Ashikaga Yoshimochi et Ashikaga Yoshikazu. Mais, alors qu’il se fait vieux, le shogun Ashikaga Yoshinori renvoie Zeami et son fils et leur interdit l’accès au palais. Parmi les successeurs potentiels de Zeami figurent en effet son fils, Motosama, très doué d’après son père, mais qui meurt jeune en 1432, son élève et gendre Komparu Zenchiku et son neveu On’ami. C’est ce dernier, très bon acteur et habile courtisan, qui obtient les faveurs du shogun et le poste de Zeami au palais. Zeami toutefois, après la mort de son fils, choisit pour successeur Komparu Zenchiku, un des maîtres du nô au style complexe et subtil, auteurs de plusieurs pièces et traités techniques. Zenchiku était un acteur moins brillant qu’On’ami, mais un auteur érudit versé dans la poésie traditionnelle et la théologie bouddhique,. Ce choix, qui ne privilégie ni les liens du sang ni la préférence du shogun, provoque toutefois une rupture entre les écoles Kanze (dirigée par On’ami) et Komparu. Zeami est exilé en 1334 et meurt en 1444, à Kyoto où il a pu rentrer peu avant la fin de sa vie. Sous la direction de l’école Kanze par On’ami, les représentations de nô restent fort prisées : son style très vivant est plus en phase avec le goût de l’époque.

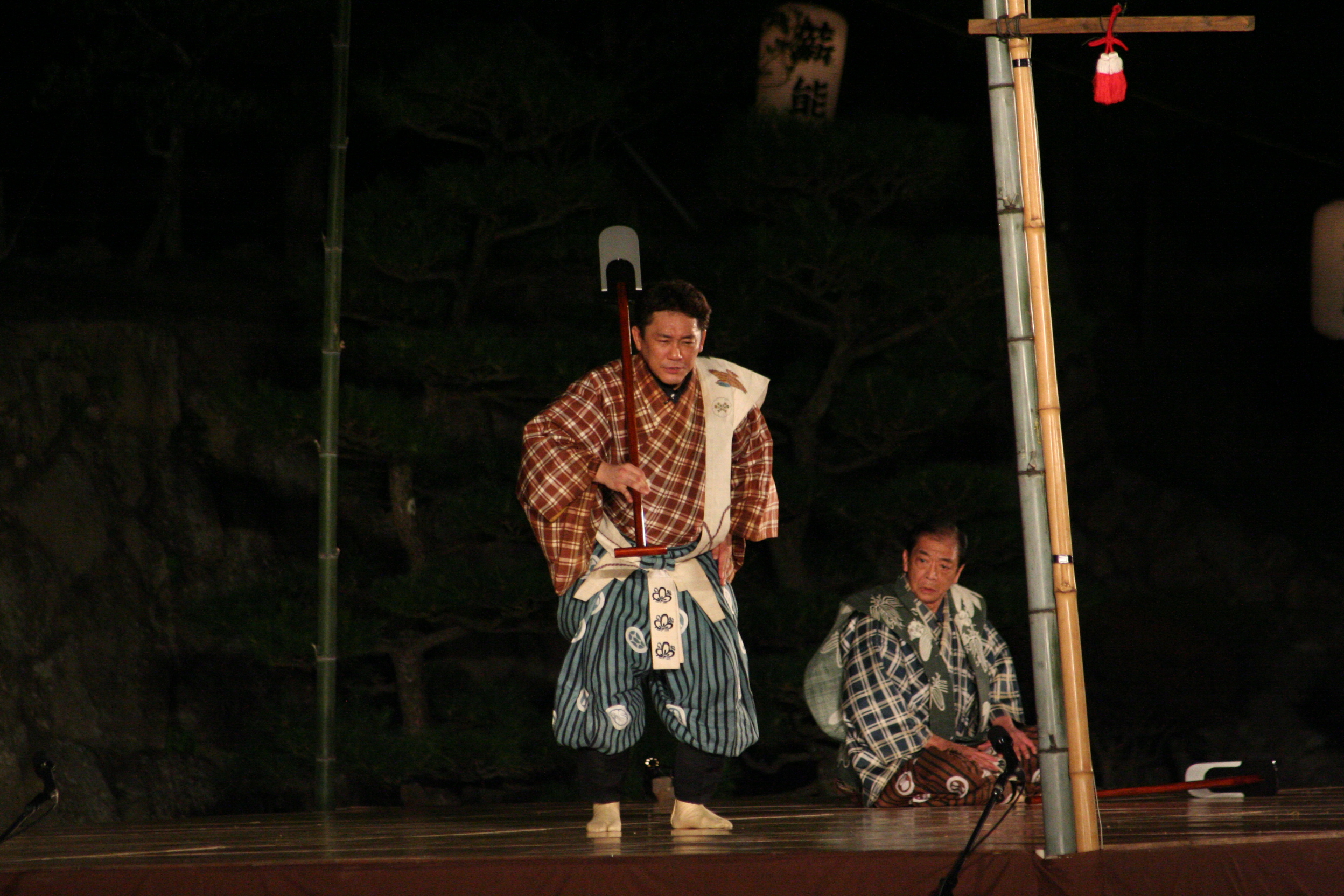
Acteurs de kyōgen sur scène.

Quelques bons auteurs font vivre le nô, toujours très populaire, aux XVe et XVIe siècles,, mais avec moins de talent que les précurseurs. Les nouvelles pièces du répertoire sont plus dramatiques, splendides et compréhensibles, tandis que des troupes amateurs au jeu spontané récoltent quelques succès. Toutefois, le genre finit par disparaître de l’espace public sous l’époque d'Edo, Toyotomi Hideyoshi étant le dernier grand protecteur du genre. Le nô devient l’art officiel des cérémonies des daimyos sous le patronage direct du shogunat Tokugawa et n’est plus guère joué que dans les châteaux, devenant plus lent, austère, distingué, soumis au conservatisme. Cette phase de classicisme sans créativité du nô s’inscrit dans l’air du temps, celui du shogunat Tokugawa et de ses cérémonies dignes et solennelles séparées des divertissements du peuple,, si bien que toute innovation était proscrite. C’est ce nô au rythme très lent qui est connu aujourd’hui, probablement très éloigné des pièces de Zeami.
Le kyōgen, théâtre comique, est un genre qui se développe dès le XIVe siècle et dont les représentations sont souvent liées à celles du nô, théâtre lyrique. L’ensemble des deux est ultérieurement appelé le théâtre nōgaku, car les kyōgen s’intercalent traditionnellement entre les pièces de nô. Tout comme le nô, le kyōgen dérive du sarugaku et en conserve l’aspect populaire, les pitreries et la prépondérance de l’improvisation, bien que les premiers développements du genre soient très mal documentés. Dans la tradition, peut-être même depuis Zeami, une pièce de kyōgen est toujours jouée entre deux pièces de nô pour détendre et reposer le spectateur. À la fin du XVIe siècle, le shogunat Tokugawa patronne les trois principales écoles de kyōgen (Ôkura, Sagi et Izumi).

#### Théâtre de l’époque d’Edo (bunraku, kabuki)

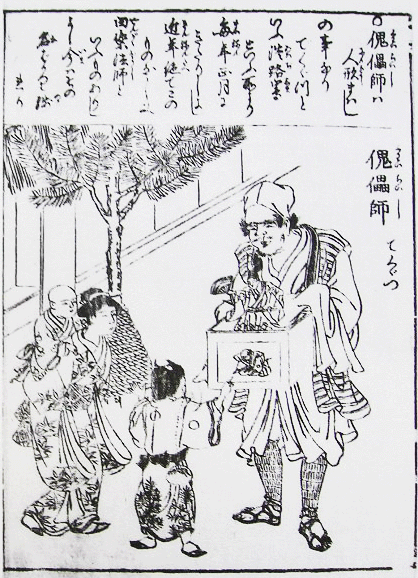
Dessin de marionnettiste itinérant, une des formes de spectacle à l'origine du bunraku.

Sous l’époque d'Edo, le théâtre nô est donc réservé à la classe dirigeante du shogunat Tokugawa et son cérémonial fermé. Mais une nouvelle classe opulente marque de son empreinte la culture de ce Japon pré-moderne : les chōnin, les bourgeois riches et citadins, bien qu’au bas de l’échelle sociale, qui habitent dans les grands centres urbains, dont Edo (Tokyo), Kyoto et Osaka. Ces transformations permettent le développement de nouvelles formes d’art, de divertissement et même de dépravation à destination de ces bourgeois. Dans le théâtre, deux principaux genres émergent avec le début de l’époque d’Edo : le théâtre de marionnettes (ningyō jōruri ou bunraku) et le kabuki, qui rencontrent à leur apogée un succès extraordinaire.

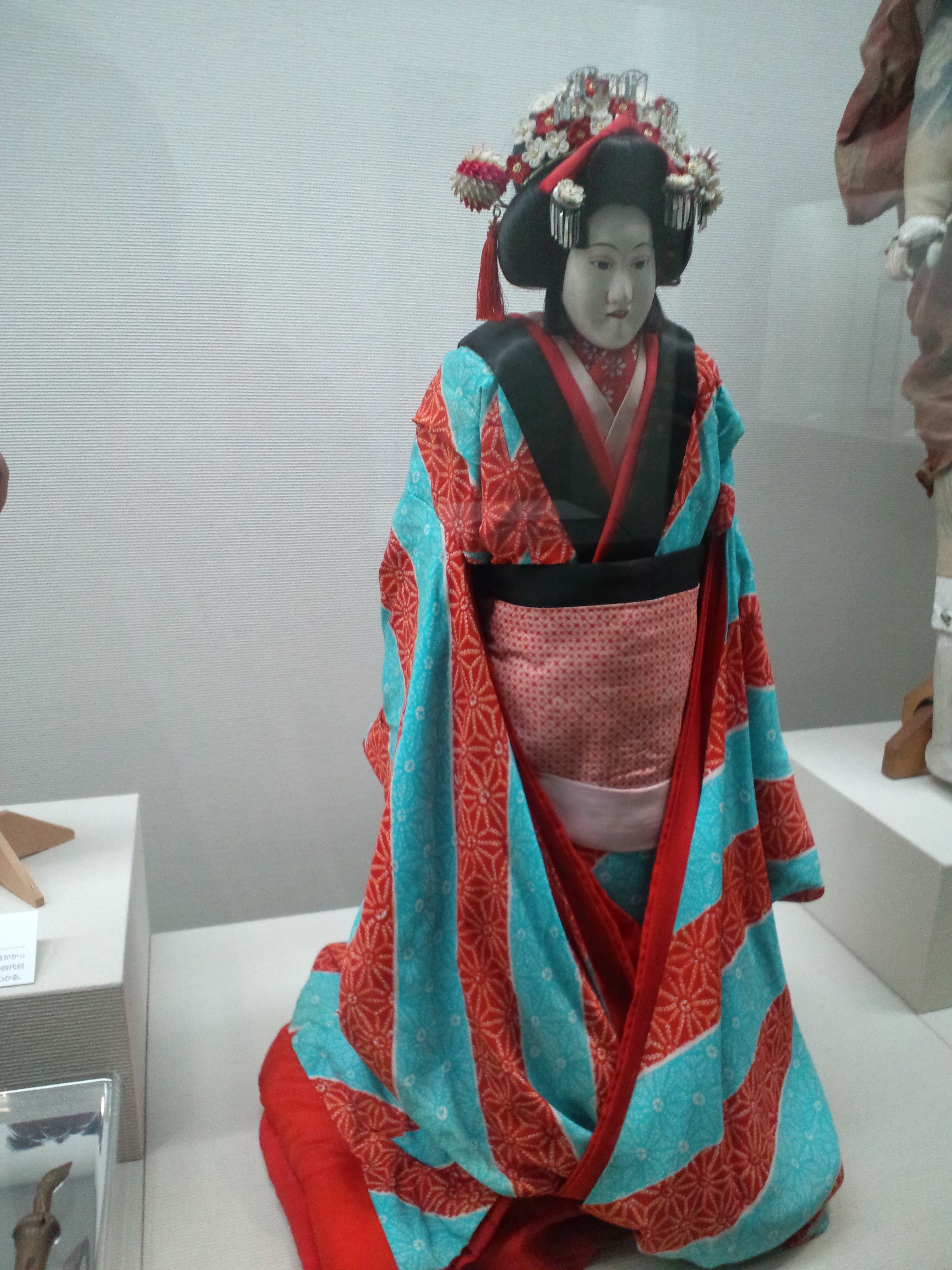
Marionnette de bunraku.

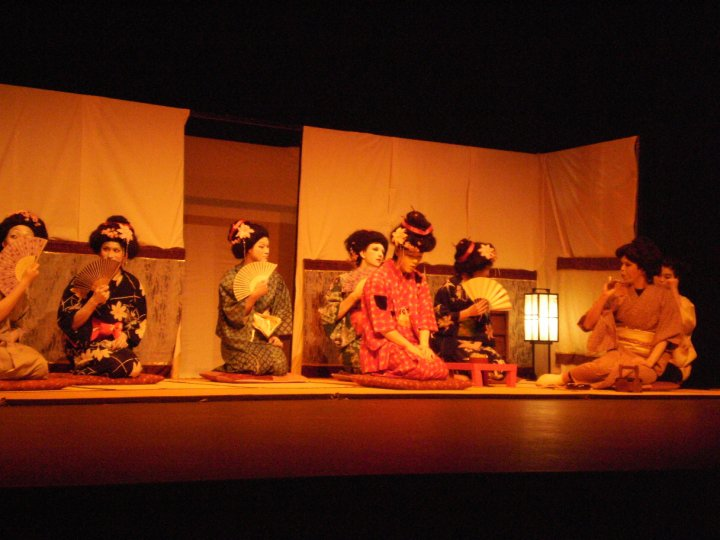
Pièce de kabuki.

Le Japon médiéval a une longue tradition de marionnettistes et de conteurs itinérants, parfois marginaux, qui se produisent lors des rituels chamaniques à l’origine, puis des festivals religieux ou profanes. Aux XVe et XVIe siècles, les spectacles de poupées encore rudimentaires reprennent le répertoire du nô ou les récits populaires des conteurs médiévaux, tandis qu’un nouveau répertoire émerge au rythme plus enlevé accompagné d’un instrument de musique importé au Japon au XVIe siècle, le shamisen. Les spectacles issus de ce répertoire nouveau s’appellent le ningyō jōruri (que l’on connaît de nos jours sous le nom de bunraku), qui s’impose comme le théâtre de marionnettes traditionnel du Japon à la fin du XVIIe siècle. Le bunraku réunit plusieurs formes de spectacles : les marionnettes bien sûr, la tradition des conteurs médiévaux (jōruri) et la musique dynamique du shamisen qui accompagne les jōruri,. Les archives subsistantes attribuent le premier spectacle de bunraku à Menuyaki Chōsaburō, un conteur de province, aux environs des années 1580. Au début de l’époque d’Edo, les pièces en vogue ont une trame narrative simple reposant sur l’épique et les légendes ou héros du passés, mais gagnent en profondeur grâce à des dramaturges d’Osaka plus versés dans le nô, dont Harima-no-jō et Uji Kaga-no-jō.

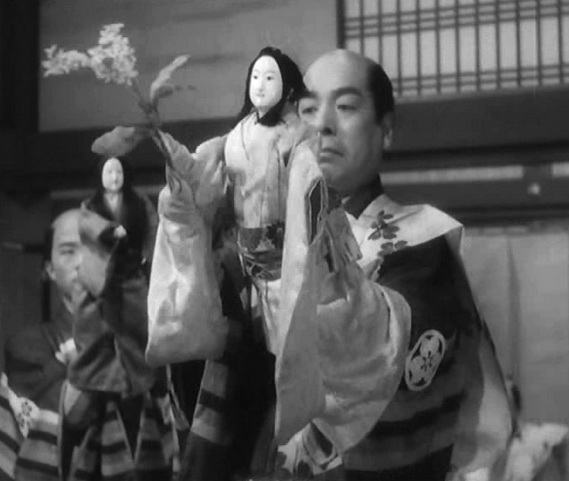
Scène de bunraku.

C’est à Osaka, villes opulente, que le nouveau bunraku, art élaboré et raffiné, se développe à partir des années 1680 au sein du théâtre Takemoto-za grâce à la collaboration de deux hommes, le conteur Takemoto Gidayū et le dramaturge Chikamatsu Monzaemon, servis par le marionnettiste Hachirobei,. Gidayū instaure la structure typique des pièces de marionnettes en cinq actes et développe sa palette de conteur, assurant les voix de tous les personnages tant pour le chant que les dialogues et la poésie. Contrairement aux conteurs médiévaux, son mode de récitation, nommé Gidayū-bushi en son honneur, est nettement plus varié et nuancé, et sa renommée surpasse à Osaka tous ses rivaux. Les représentations de Gidayū ont d’autant plus de succès qu’elles sont servies par le génie de Chikamatsu, l’un des plus grands dramaturges du Japon, qui fonde les bases du répertoire du bunraku (largement repris dans le kabuki) et du théâtre dramatique japonais en général,,,. Il retravaille d’abord les pièces traditionnelles en approfondissant le « réalisme des situations et des sentiments », puis innove avec la mise en scène de situations du quotidien dans ses « tragédies bourgeoises ». Chikamatsu écrit intensivement jusqu’à la fin de sa vie, pour Gidayū jusqu’à sa mort en 1714, puis pour le fils de ce dernier, Masadayū.

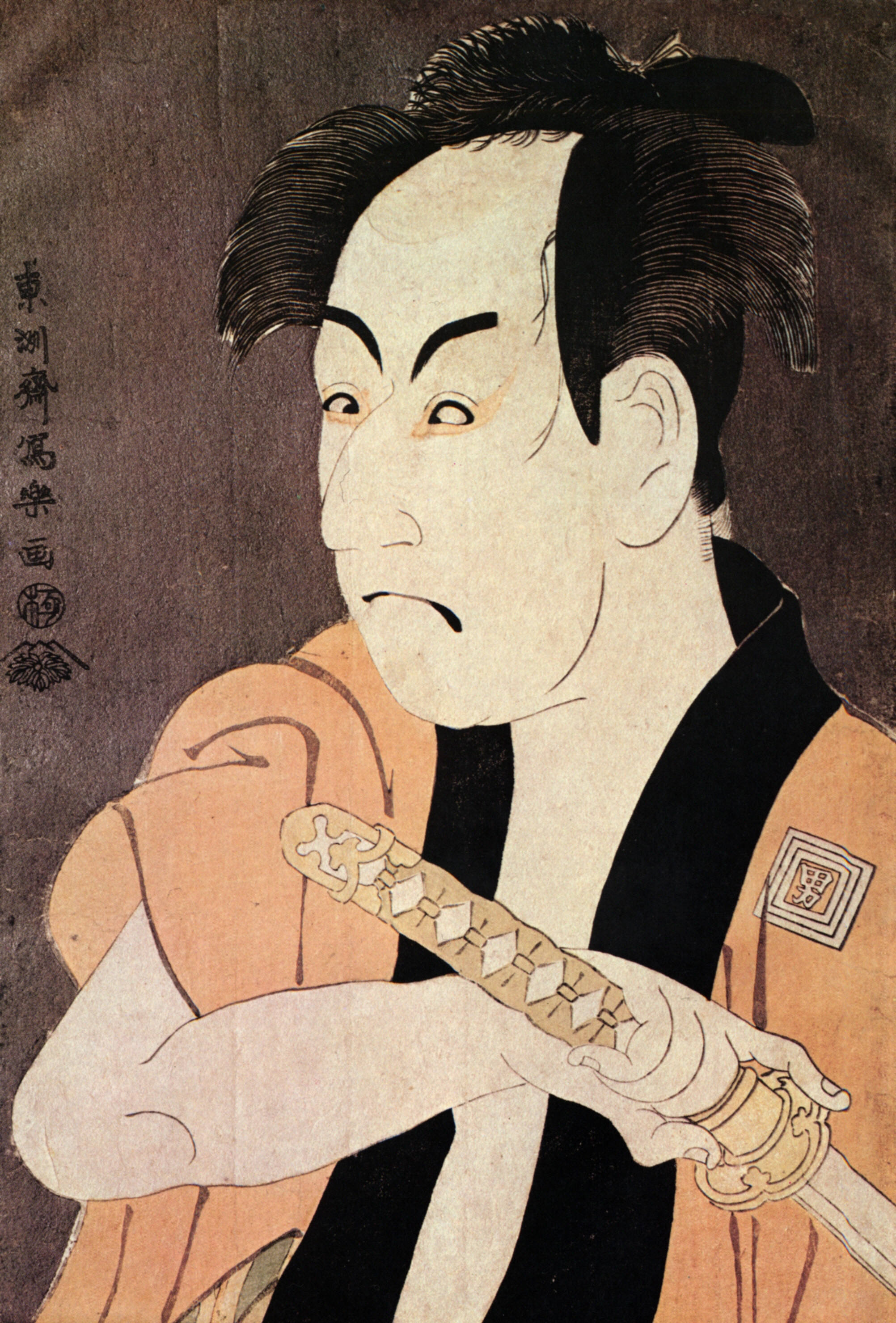
Estampe ukiyo-e représentant l'acteur de kabuki Omezō Ichikawa I. Sharaku, 1794.

Le bunraku connaît à la fin du XVIIe siècle et au début du XVIIIe siècle de nombreuses améliorations qui maintiennent cet art vivant : les pièces deviennent plus longues, les décors gagnent en complexité et en somptuosité et les marionnettes sont plus perfectionnées. L’innovation la plus marquante est à mettre sur le compte de Yoshida Bunzaburō, qui crée dans les années 1730 des marionnettes de grandes tailles maniées par trois marionnettistes,. L’âge d’or du bunraku se poursuit après Chikamatsu avec des artistes comme Takeda Izumo II, Miyoshi Shōraku ou Namiri Senryū, puis, en raison des difficultés économiques et de la concurrence du kabuki, le genre décline dans la seconde moitié du XVIIIe siècle, marquée par les fermetures de deux principaux théâtres d’Osaka : Toyotake-za en 1765 et Takemoto-za en 1772. Au XXe siècle, seules deux salles d’importance accueillent régulièrement des spectacles de marionnettes, le Bunraku-za (ouvert en 1872), d’où dérive de nos jours le terme bunraku, synonyme de ningyō jōruri, ainsi que le Théâtre national du Japon (ouvert en 1966),,.
Au début de l’époque d’Edo, presque en même temps que le bunraku, apparaît le kabuki. Son inventrice est une danseuse itinérante, Izumo no Okuni, qui a l’idée de former un spectacle inspiré des danses de festivals populaires, notamment les fūryū, les nenbutsu odori (danses bouddhiques), les yakako odori (danses de jeunes filles) et les troupes de nô de femmes, sur fond de musique nô, mais à la gestuelle versant dans l’érotisme et recourant au travestissement,. Le terme kabuki (« excentrique », « extravagant ») pour désigner ces spectacles en plein air est attesté en 1603 à Kyoto. Okuni rencontre un succès considérable qui lui permet d’ouvrir une salle de théâtre à Edo en 1604 et même de jouer devant la cour shogunale en 1607. Ses premiers émules sont à chercher dans les lupanars, où les danses érotiques d’Okuni sont reprises sur scène dans des situations fortement suggestives, comme la sortie du bain, par des prostituées au son du shamisen qui remplace l’orchestre traditionnel nô,. Toutefois, le shogunat interdit bientôt ces spectacles scandaleux. Les mignons, jeunes adolescents pratiquant la même activité que ces dames, remplacent rapidement les prostituées dans les spectacles de kabuki, mais, quoique tout autant prisée par les samouraïs que les bourgeois, cette nouvelle forme de spectacle érotique prélude à la prostitution  est interdite bien vite par le shogunat,. Ce n’est qu’après quelques mois d’inactivité que le pouvoir autorise la réouverture des établissements de kabuki sous certaines restrictions, notamment l’obligation d’instaurer un véritable développement narratif dans les représentations. En réalité, la fermeté de la position du shogunat reste ambiguë : ce n’est pas tant la prostitution que le mélange des classes qui froissait le pouvoir en place, or, le kabuki est prisé tant par les bourgeois que par les samouraïs désœuvés.

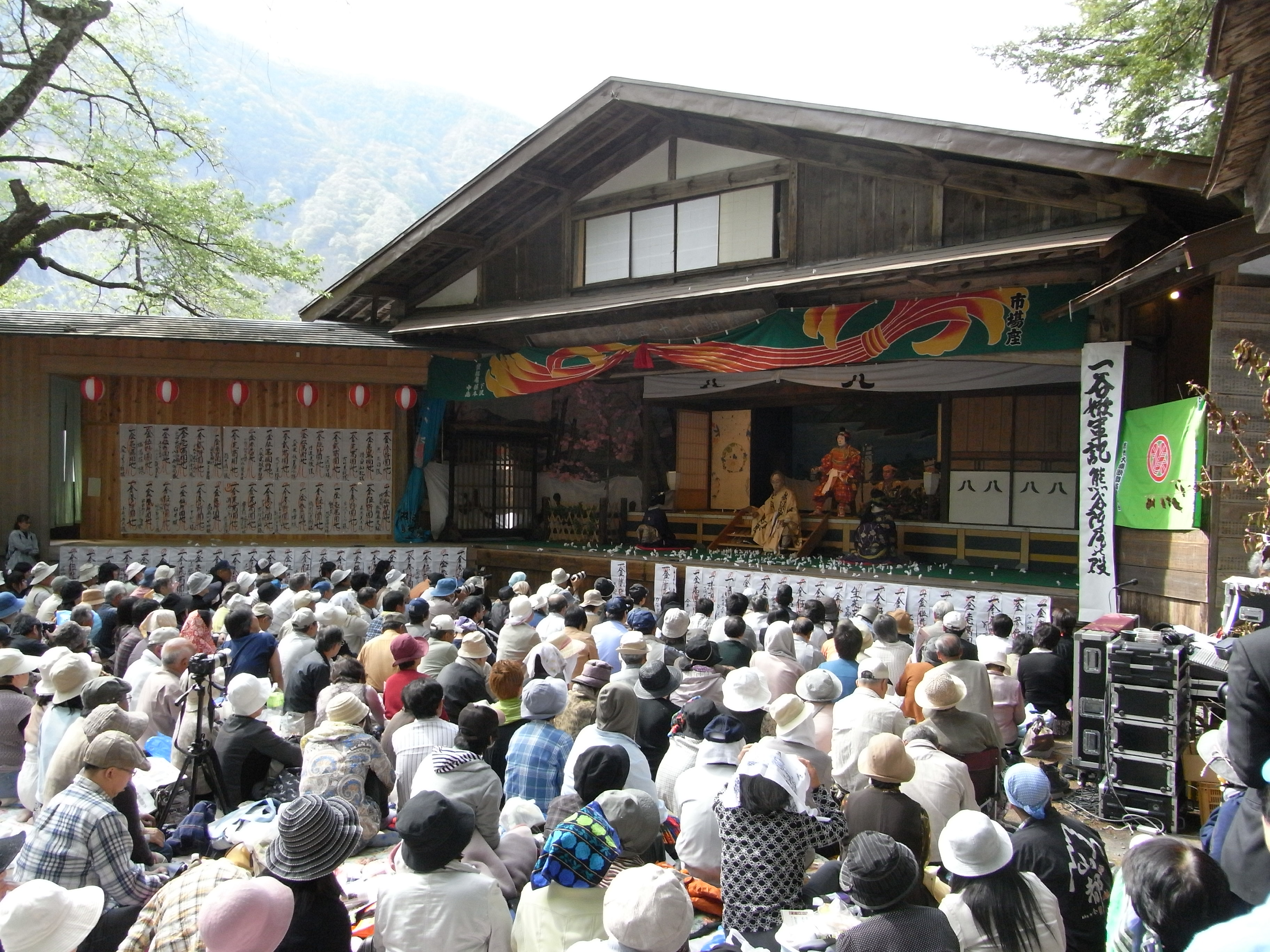
Scène de kabuki rural au sanctuaire Daiseki à Ōshika.

Toujours est-il que l’obligation en 1653 d’incorporer aux pièces une action dramatique contribue à transformer le kabuki en un véritable genre de théâtre avec l’apparition de dramaturges spécialisés,, tandis que les acteurs sont désormais sélectionnés pour leur talent scénique plus que leur beauté, bien qu’étant souvent encore issus des quartiers de plaisirs et continuant pour certains à se prostituer à l’adolescence. Dans la veine du style de Chikamatsu, qui écrit durant la première partie de sa carrière pour le kabuki, les acteurs comme Sakata Tōjūrō I ou Ayame visent à plus de réalisme dans leur jeu, allant par exemple jusqu’à vivre quotidiennement en travesti pour mieux camper les rôles de femme,. Le répertoire du kabuki gagne également en richesse par l’adaptation systématique des pièces du bunraku, notamment les chefs-d’œuvre de Chikamatsu, ; l’acteur-dramaturge Danjūrō II apparaît comme l’un des principaux artisans de l’adaptation des pièces de marionnettes. Après une période de déclin d’une cinquantaine d’années en raison de nouveaux interdits de l’État, le kabuki supplante en popularité le théâtre de marionnettes à partir du dernier quart du XVIIIe siècle, après avoir repris une bonne partie de son répertoire et avec l’émergence de nouvelles pièces, et il continue à faire recette tout au long de l’époque Meiji jusqu’à nos jours,,. Au XIXe siècle, deux dramaturges permettent au kabuki de s’affranchir du répertoire désormais classique du bunraku : Tsuruya Nanboku avec ses drames fantastiques, et surtout Kawatake Mokuami avec ses scènes du petit peuple parfois jugées amorales qui rénove le genre arrivé à ses limites.

## Caractéristiques des principaux genres

### Nô: drame lyrique

#### Jeu et répertoire

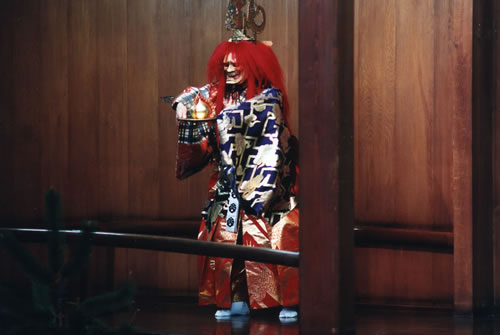
Acteur de nô en costume de divinité.

De nos jours, le nô (appelé sous son ancien nom sarugaku nô jusqu’à l’époque Meiji) incarne peut-être le style du théâtre japonais le plus traditionnel et le plus surprenant pour l’observateur étranger. Si cet art est actuellement caractérisé par sa lenteur et sa solennité, il n’en allait pas de même à l’époque de ses fondateurs et de ses théoriciens (le principal étant Zeami). En peu de mots, le nô se définit comme un « drame lyrique » mêlant jeu, chant, danse et musique, ou, plus longuement, comme un « long poème chanté et mimé, avec accompagnement orchestral, généralement coupé par une ou plusieurs danses qui peuvent n’avoir aucun rapport avec le sujet ». Le nô, fortement stylisé et dont les principes esthétiques ont été formalisés par Zeami, accorde une importance prépondérante au charme et au saisissement des représentations, plutôt qu’à l’action dramatique.
Le répertoire actuel du nô se compose de quelque deux cent cinquante pièces, dont l’auteur le plus prolifique est Zeami avec quasiment la moitié du répertoire. Les pièces peuvent être classées selon leur thème et la saison à laquelle elles sont traditionnellement jouées,. Souvent dans le nô, les pièces ne sont pas originales. mais adaptées d’un auteur plus ancien et dont la forme primitive du texte ne nous est pas parvenue : Zeami a par exemple arrangé l’essentiel du répertoire de son père Kan’ami ainsi que d’autres pièces de sarugaku ou de dengaku (les ancêtres directs du nô).

#### Dramaturgie et thèmes d’une «journée de nô»

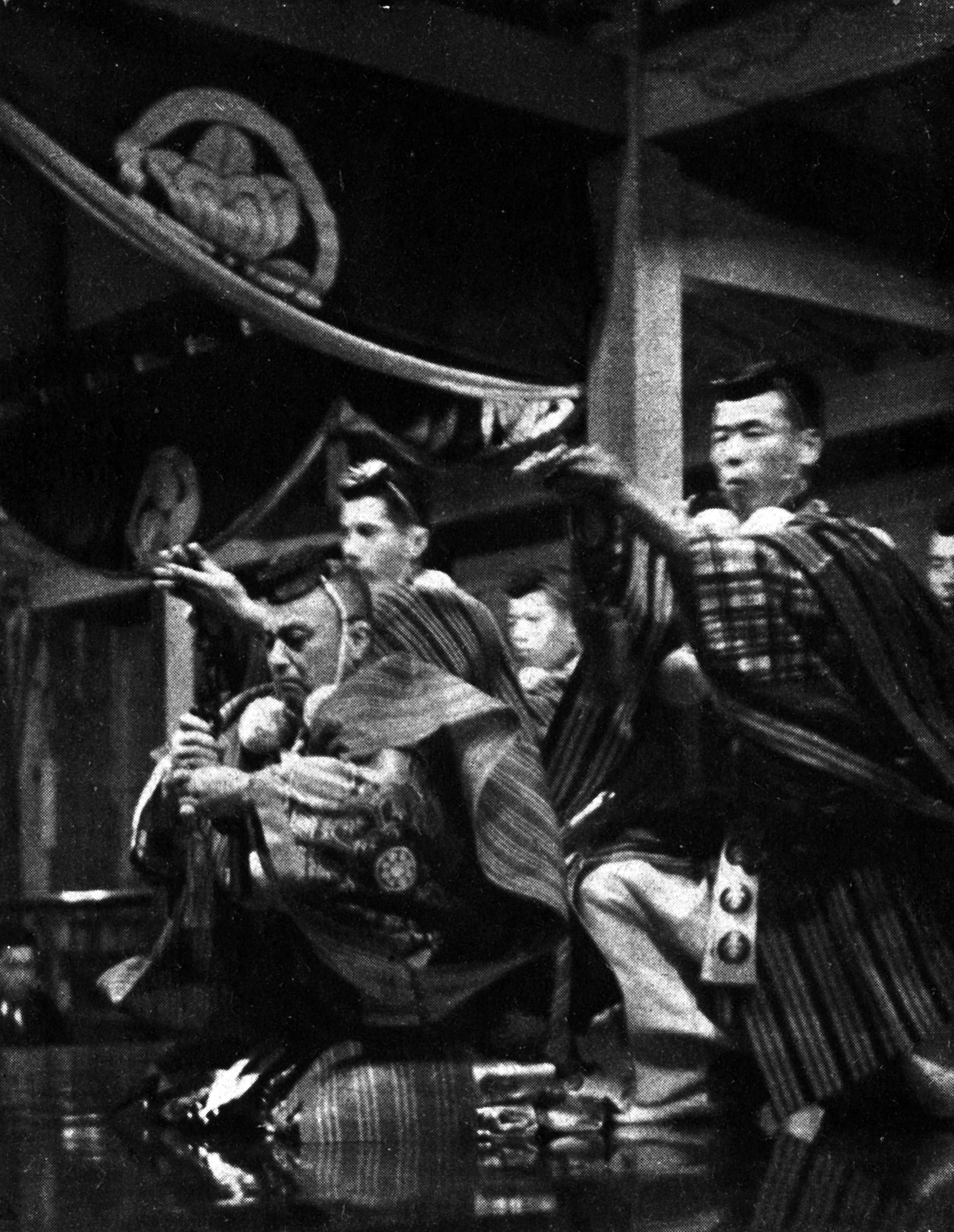
Acteurs de nô, dont Umekawa Rokuro au centre, dans une pièce de nô du monde réel.

Il existe deux grands groupes de nô : les nô d’apparitions (mugen nō) et les nô du monde réel (genzai nō). Les pièces de ces deux groupes ont une structure récurrente inspirée des rituels religieux, composée de deux actes et d’un interlude. Les nô d’apparitions mettent en scène fantômes, divinités, démons et autres personnages imaginaires : le premier acte est l’apparition du personnage imaginaire sous une forme humaine (vieillard ou parfois jeune femme) qui raconte de façon décousue sa vie passée, ses légendes et ses tourments. L’interlude (ai) est un résumé comique ou factuel du récit du personnage ou des légendes associées au lieu, généralement fait par un acteur de kyōgen ; il permet à l’acteur principal de changer de costume. Le deuxième acte est le point d’orgue où le personnage imaginaire se révèle dans un costume impressionnant sous sa véritable forme et revit son récit du premier acte de façon très désordonnée, sans même conserver de fil chronologique. Dans cet acte, musique, chant et danses se mêlent pour livrer un spectacle qui doit fasciner le spectateur par son surréalisme et sa poésie. Lorsque le personnage est un esprit ou un fantôme, cette partie est le plus souvent onirique. Ces pièces font généralement appel à la littérature et aux légendes traditionnelles. Quant aux nô du monde réel, ils sont tournés vers l’expression plus ou moins implicite des sentiments des personnages humains dans des situations tragiques au moyen du dialogue, du chant et de la danse. L’interlude entre les deux actes n’a plus de fonction réelle si ce n’est marquer une coupure, et le récit en appelle moins à la tradition littéraire et poétique,.

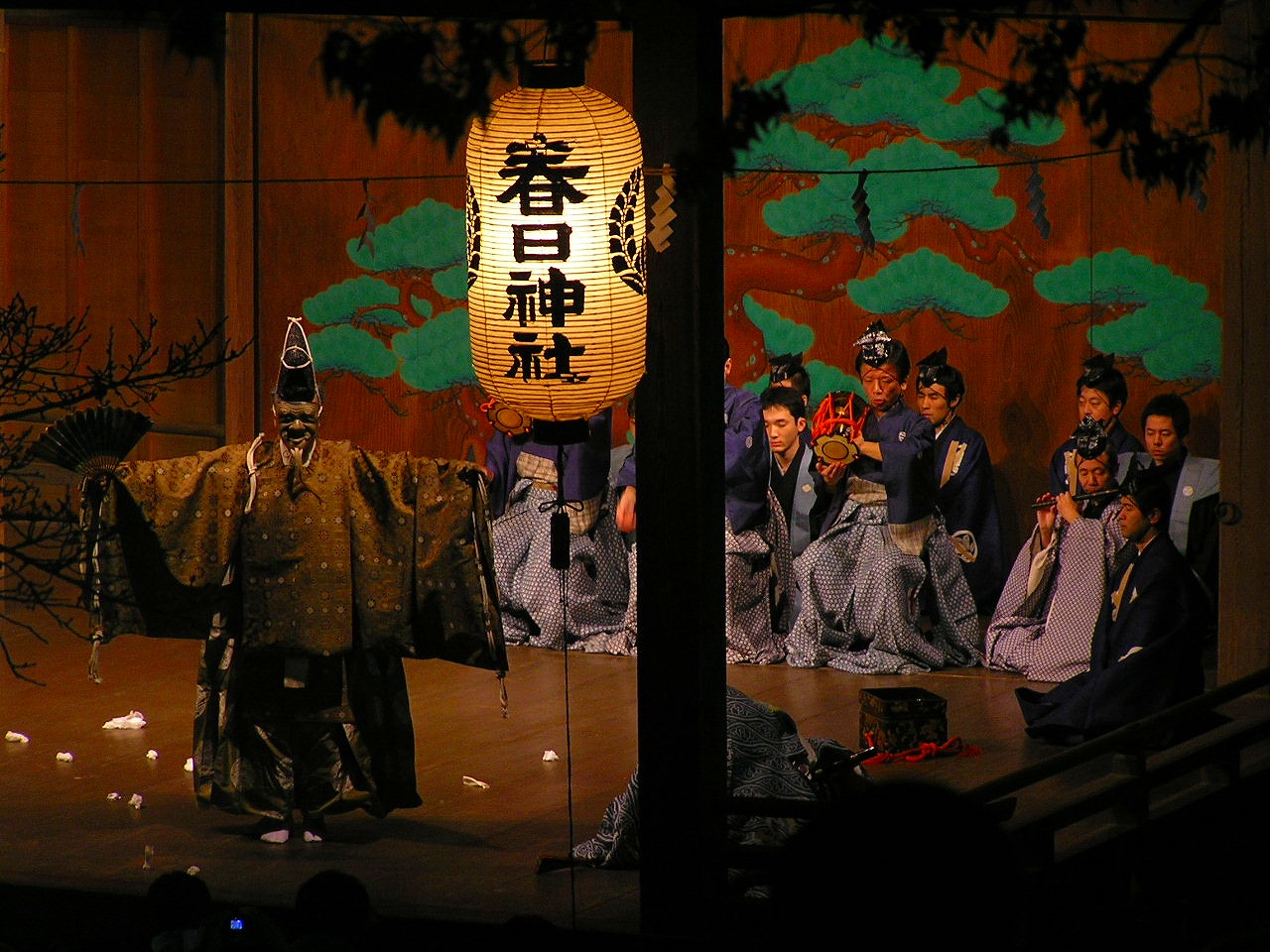
Scène de théâtre nô : la danse de l'Okina.

Traditionnellement, un spectacle de nô se compose de cinq pièces de nô différentes (gobandate), avec une pièce de kyōgen entre chacune : R. Sieffert nomme un tel programme une « journée de nô ». Ce n’est plus nécessairement le cas de nos jours où un nombre variable de nô peut être joué, d’un à cinq. Lors des journées de nô exceptionnelles, ou lors de représentations importantes comme au Nouvel An, il faut rajouter une sixième représentation qui est l’Okina, la danse du vieillard jouée en tout début de journée: le spectacle débute par cette danse à la charge religieuse forte. C’est dans l’Okina que le caractère primitif et religieux des anciens kagura subsiste.
Les thèmes des nô sont traditionnellement classés en cinq catégories : nô de dieux (kami mono), nô de guerriers (shura mono), nô de femmes (kazura moo), nô variés (zutsa mono) et nô de démons (oni mono).

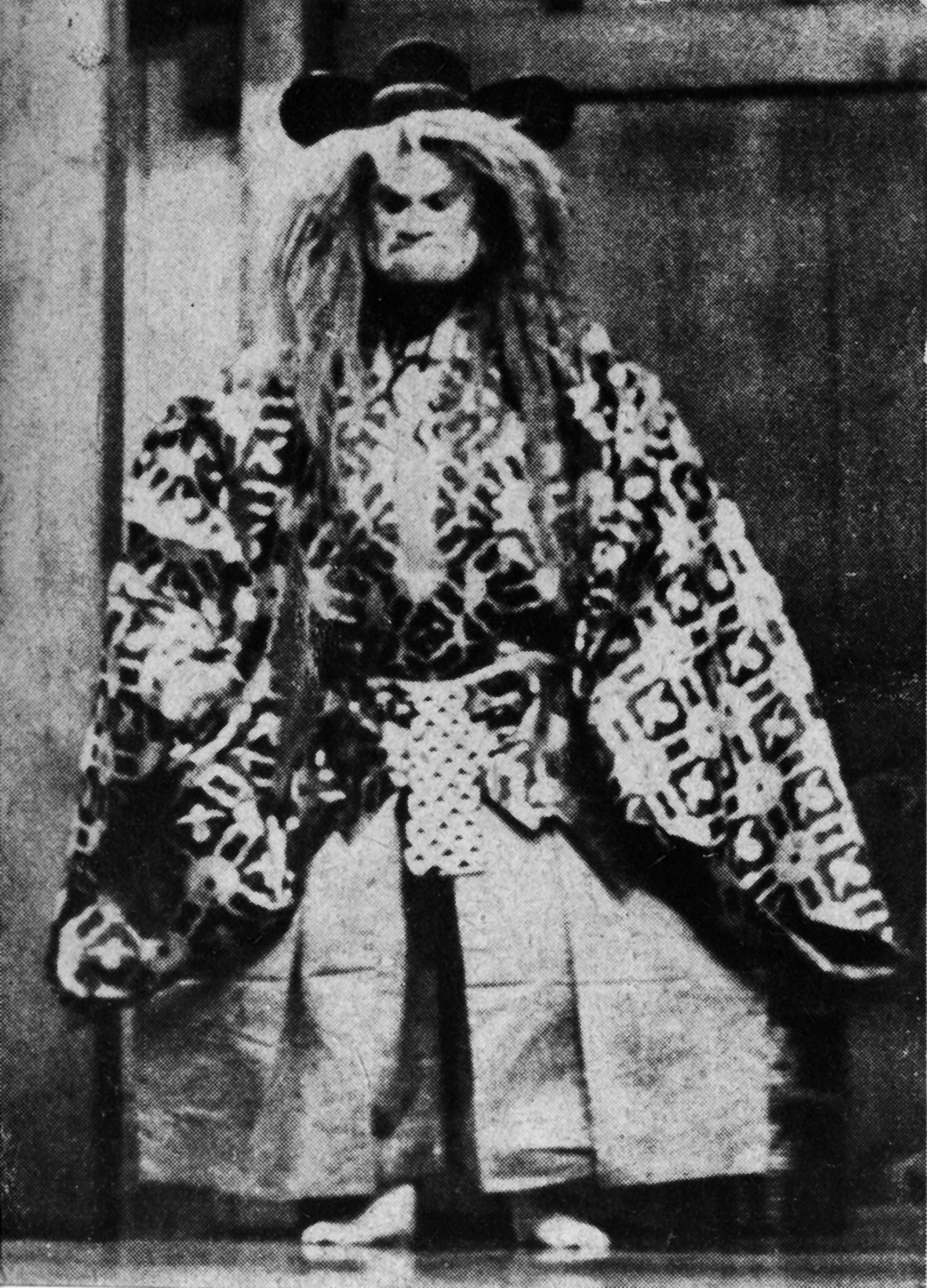
L'acteur de nô Kanze Kasetsu en costume de démon.

Les pièces de toutes les catégories, excepté la quatrième, appartiennent majoritairement aux nô d’apparition. Les nô de dieux font appel à une divinité du shinto (les kami) ou plus rarement du bouddhisme (par exemple les dieux-dragon originaires de Chine) : le plus souvent, le dieu apparaît sous forme humaine au premier acte, puis vient danser au deuxième acte pour bénir le pays et les spectateurs. Les nô de guerriers mettent en scène l’esprit d’un guerrier mort condamné à revenir errer sur terre, qui fait le récit de sa vie passée et de ses batailles ; le texte se réfère souvent aux anciennes chroniques épiques, bien que le propos veuille surtout mettre en lumière un tourment du personnage qui le condamne à hanter le monde des vivants. Les nô de femmes introduisent l’esprit d’une femme célèbre au passé douloureux, humaine issue des vieux romans classiques (Dit du Genji, Contes d’Ise...) ou déesse, et sont l’occasion d’une danse douce et gracieuse au deuxième acte, sans réelle action. Enfin, les nô de démons font appel à des personnages surnaturels démoniaques, créatures peuplant les enfers bouddhiques, ou plus rarement surnaturels de bon augure, comme les dragons. La danse tout comme la musique et le rythme de ces pièces sont plus dynamiques et le jeu plus violent,.
La quatrième catégorie (nô variés) correspond peu ou prou à l’ensemble des nô du monde réel. Quelques thèmes principaux dans ces pièces peuvent être identifiés : les kyōran mono, nô de délire ou de désespoir (généralement à la suite de la disparition d’un être cher comme un enfant, ou d'un amour trahi) ; les nô épiques puisant dans les chroniques historiques (le Dit des Heike par exemple) ; les ninjō, nô de sentiments humains souvent tragiques (enfant maltraité, guerrier déchu, noble exilé...) ; les nô de divertissement, délaissant le récit au profit de la beauté esthétique des danses et des chants ; les nô surnaturels. Ces derniers sont classés dans les nô du monde réel dès lors que l’apparition des créatures imaginaires se fait dans le contexte historique d’une chronique d’événements réels, renvoyant au folklore et aux croyances populaires.

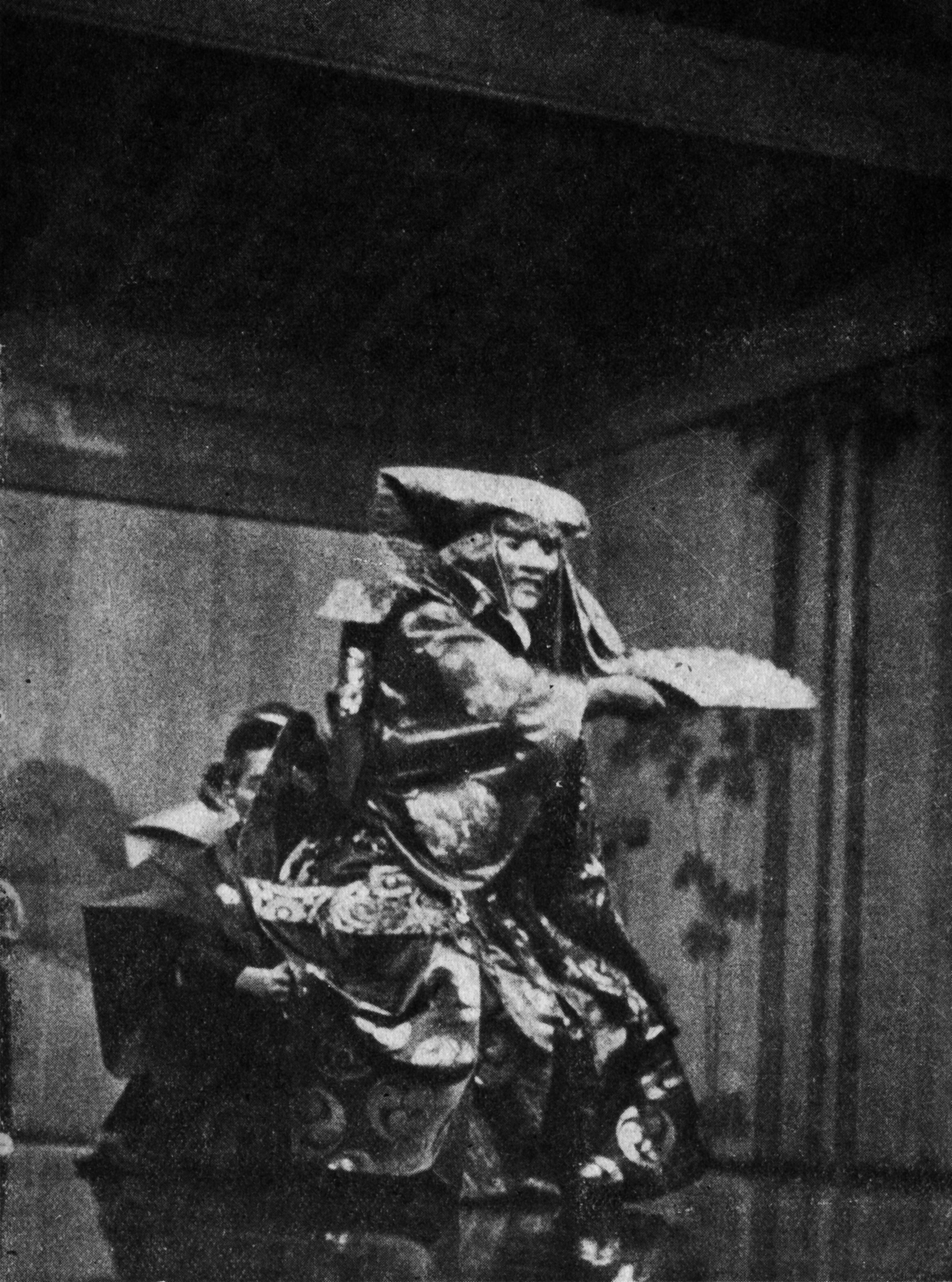
L'acteur Umekawa Rokuro dans une pièce de nô de guerrier.

La composition du programme d’une journée de nô consiste donc en cinq pièces choisies parmi chacune des cinq catégories décrites ci-dessus, dans l’ordre et en fonction de la saison. Cet agencement, nommé en japonais jo-ha-kyū (littéralement : introduction, développement, conclusion) est repris par Zeami de la musique classique et tient compte des dispositions du spectateur tout au long de la journée, qui peut durer plus de huit heures,. L’ouverture par un nô de divinité permet de marquer la rupture avec le quotidien via une pièce d’apparition, et dispense les paroles de bon augure pour la journée. Le spectateur doit en ressortir disposé pour les pièces suivantes, et donc le second nô peut être plus complexe, poétique et ancré dans la tradition : les nô de guerriers sont adaptés pour cela. Le troisième nô, qui correspond au pic d’attention du spectateur, est celui de femmes qui a une forte valeur esthétique et traditionnelle. Après cela, l’attention du spectateur décroît et les pièces variées du monde réel, qui demandent moins de réflexion et d’érudition, sont jouées. Enfin, les nô de démons permettent, par leur rythme rapide et puissant, de régénérer le spectateur fatigué et de le remettre dans de bonnes dispositions pour le retour au quotidien. C’est également pourquoi les nô de démons puisent moins dans les légendes et textes anciens que les autres nô d’apparition. Ainsi se termine traditionnellement une journée de nô.

#### Rôles

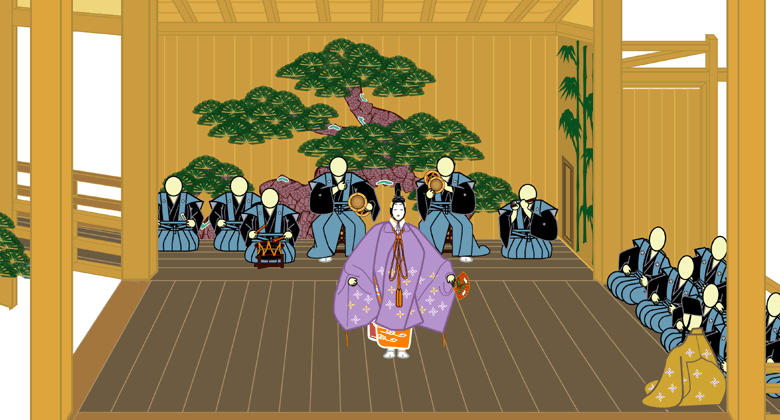
Scène de nô : le shite au centre, le waki à droite de dos, le chœur à droite et l'orchestre au fond.

Dans le nô il existe quatre types de rôles différents : les actants (shitekata), le médium (wakikata), les rôles de kyōgen (kyōgenkata) et les musiciens (hayashikata).
Une pièce nô comporte toujours un rôle principal, le shite (« celui qui fait »), joué par un homme, qui doit être capable d’interpréter tout type de personnages (vieillard, femme, guerrier, moine...) ainsi que de danser et chanter. Dans les nô d’apparition, il s’agit souvent du seul actant de la pièce. Il porte toujours un masque, sauf exceptionnellement pour les rôles de jeunes hommes ou les pièces du monde réel, et revêt les costumes les plus somptueux. Le shite subit généralement une transformation ou une métamorphose entre le premier et le second acte, comme un dieu ou esprit qui se révèle sous sa vraie forme. Dans les nô du monde réel, c’est plutôt la situation qui connaît un retournement radical. Le shite peut être accompagné d’autres acteurs : les tsure qui accompagnent les chants, mais n’interviennent pas, sauf exceptions, dans le déroulement du récit, et les tomo qui jouent les personnages annexes, souvent les serviteurs du shite. Parmi les actants, il faut également compter le ji, le chœur qui représente toujours un personnage, une voix, un sentiment, et se substitue momentanément à un personnage de la pièce ; par exemple, dans le second acte des nô d’apparition, c’est souvent le chœur qui narre ou commente l’action. Enfin, le ou les kōken ne jouent pas de rôle mais, faisant partie intégrante de la pièce, s’assurent de son bon déroulement en faisant apparaître et disparaître les accessoires nécessaires au fil du jeu (éventail, sabre...).

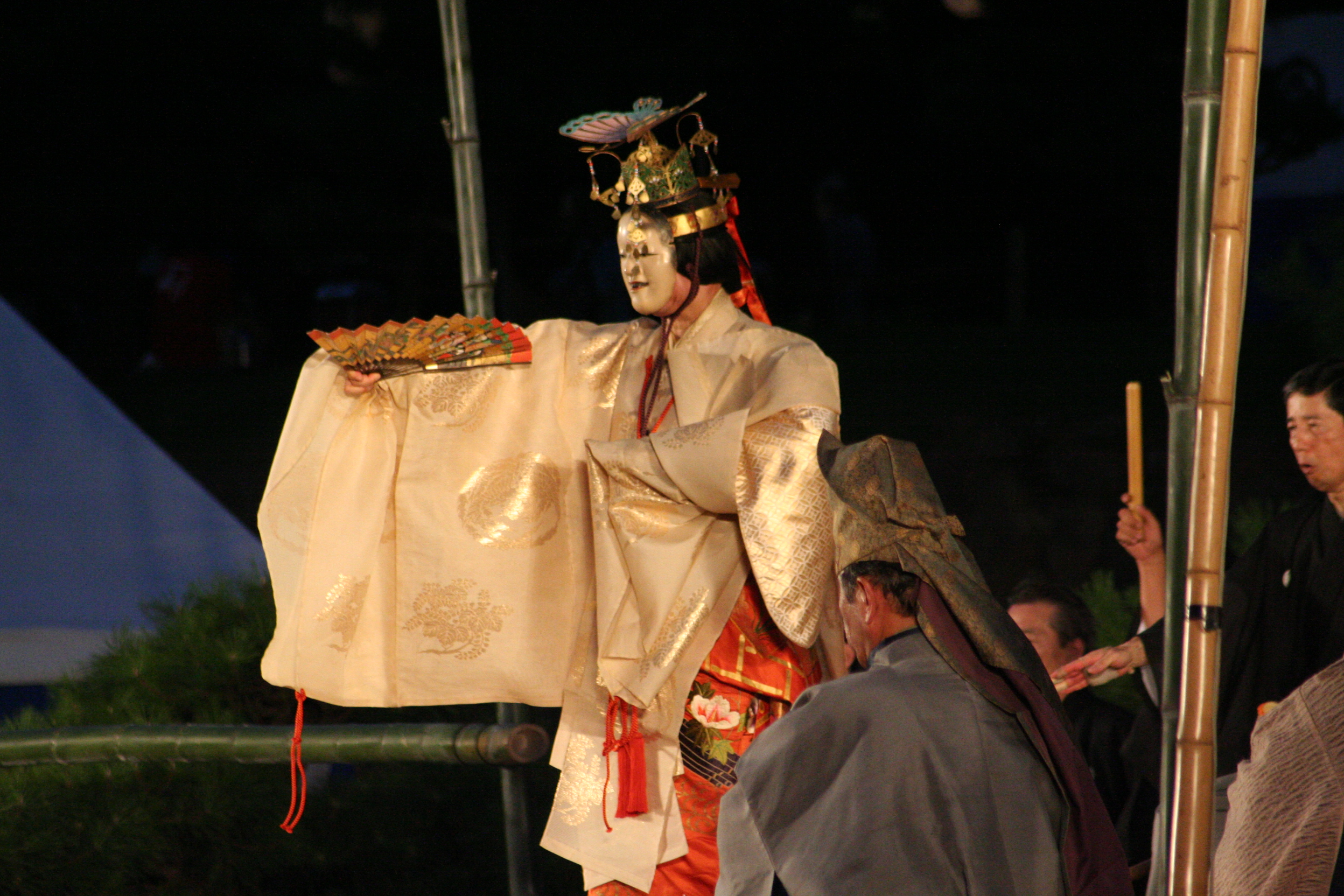
Le shite dans le rôle d'une divinité féminine et son waki dans une pièce de nô.

Le pendant du shite est le waki (« celui qui est sur le côté ») qui fait parler et jouer le shite, qui décrit les lieux et les situations. Assis de côté sur la scène, il sert de médium entre le public et le shite, surtout dans les nô d’apparition, à la manière du deutéragoniste dans le théâtre grec. Dans les nô oniriques d’esprits ou de fantômes, le troisième acte est le plus souvent un songe du waki, tandis que, dans les nô du monde réel, son rôle est celui d’un personnage de l’action. Comme le shite, le waki est toujours un homme en costume, mais sans masque (sauf pour les rôles de femmes), qui peut incarner tout type de personnages selon le récit : moine, aristocrate, guerrier, homme du peuple. Il peut être accompagné de ses propres tsure, c’est-à-dire de ses propres compagnons. Le rôle du waki est essentiel dans le premier acte : il a pour but de révéler la véritable forme du shite, de provoquer sa « transformation » du second acte en dialoguant. Parvenu à cette fin, il s’efface du spectacle et, dans les nô d’apparition, fait souvent mine de dormir tout au long du dernier acte car celui-ci se déroule comme dans un songe du waki,.
Dans une pièce de nô, les acteurs de kyōgen interviennent lors de l’interlude pour permettre au shite de changer de costume et de masque. Personnages populaires, ils interviennent pour narrer les légendes associées à un lieu, un personnage ou une divinité, souvent mais pas nécessairement de façon comique. Ces acteurs incarnent également dans les nô les personnages secondaires de basse exaction, paysans, valets, etc.

#### Scène

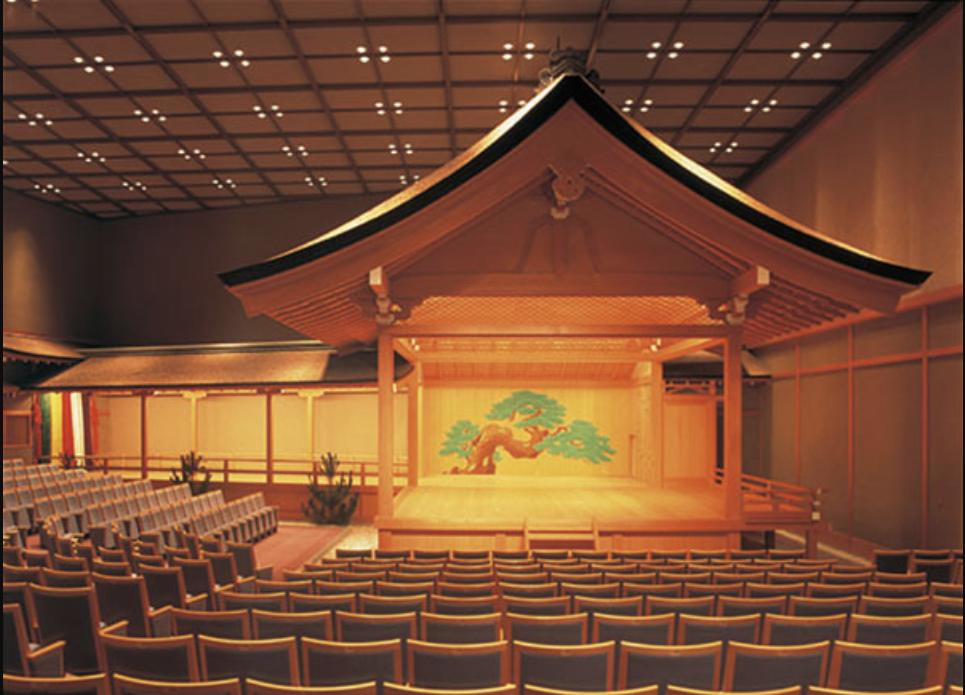
La scène du Théâtre national du nō à Tokyo.

La scène, conventionnelle depuis environ 1700, procède du dispositif chinois : un quadrilatère à peu près nu (excepté le kagami-ita, peinture d’un pin au fond de la scène) ouvert sur trois côtés entre les pilastres de cèdre qui en marquent les angles. Le mur à droite de la scène est appelé kagami-ita, tableau-miroir. Une petite porte y est ménagée pour permettre l’entrée des aides de scène et du chœur. La scène, surélevée, est toujours surmontée d’un toit, même en intérieur, et entourée au niveau du sol de gravier blanc dans lequel sont plantés de petits pins au pied des piliers. Sous la scène se trouve un système de jarres de céramique amplifiant les sons lors des danses. Les détails de ce système sont l’apanage des familles de constructeurs de scènes de nô.

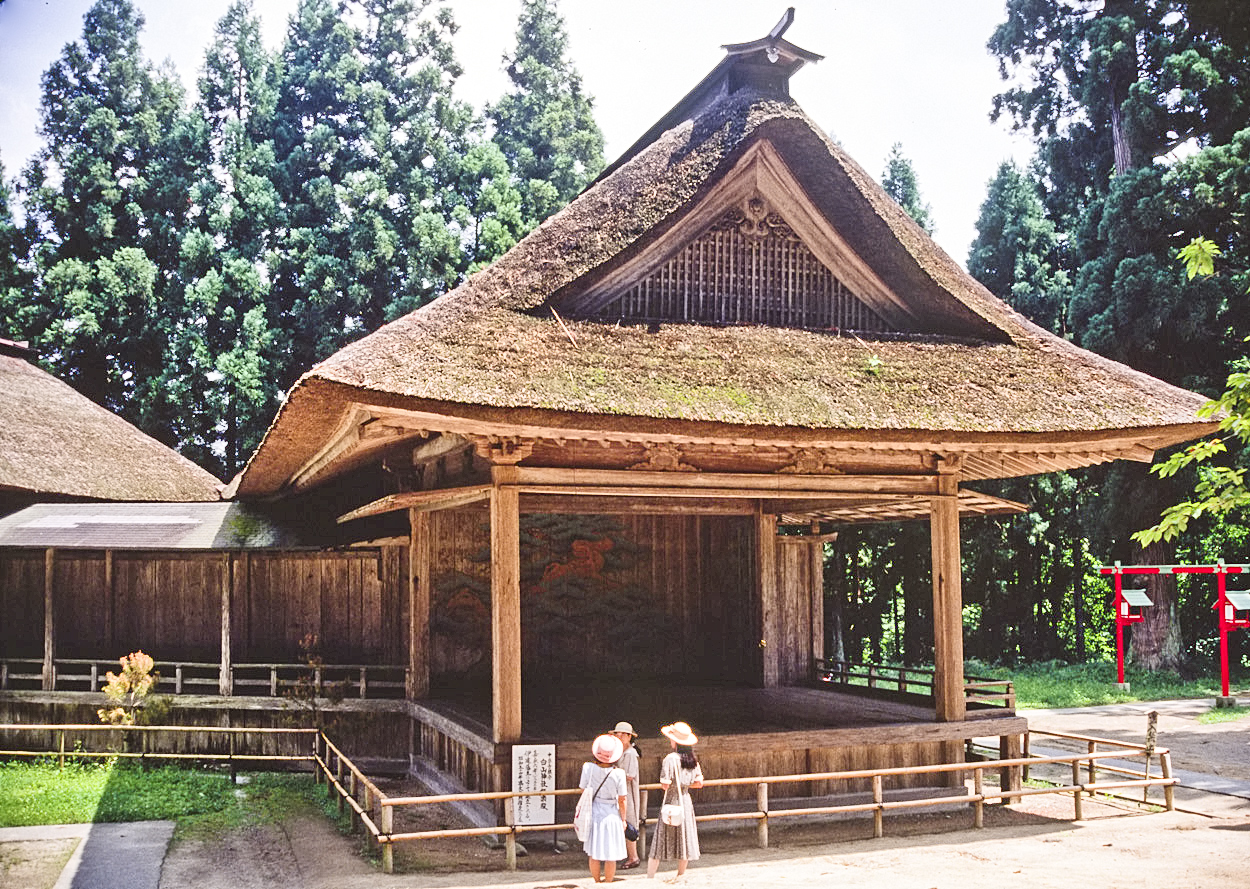
Un vieux théâtre de nô, Hakusan Jinja, Hiraizumi, Iwate

Pour les acteurs, l’accès à la scène se fait par le hashigakari, passerelle étroite à gauche de la scène, dispositif adapté ensuite au kabuki en chemin des fleurs (hanamichi). Considéré comme partie intégrante de la scène, ce chemin est fermé côté coulisses par un rideau à cinq couleurs. Le rythme et la vitesse d’ouverture de ce rideau donnent au public des indications sur l’ambiance de la scène. À ce moment l’acteur encore invisible, effectue un hiraki vers le public, puis se remet face à la passerelle et commence son entrée. Ainsi, il est déjà en scène avant même d’apparaître au public et le personnage qu’il incarne se lance sur la longue passerelle, le hashigakari qui impose des entrées spectaculaires. Le long de cette passerelle sont disposés trois pins à la taille decrescendo ; ceux-ci sont des points de repère utilisés par l’acteur jusqu’à son arrivée sur le plateau principal.
|  | Légende : - 1 : Kagami no ma (pièce au miroir) - 2 : Hashigakari (pont) - 3 : Scène - 4-7 : Quatre piliers, respectivement Metsuke-Bashira, shite-Bashira, Fue-Bashira et Waki-Bashira. - 8 : Jiutai-za (emplacement du chœur). - 9 : Musiciens. De droite à gauche, kue-za (flûte traversière No-kan), kotsuzumi-za (petit tambour), ohtsuzumi-za (tambour moyen) et parfois taiko-za (grand tambour). - 10 : Kohken-za (souffleur) - 11 : Kyogen-za - 12 : Kizahashi (marches) - 13 : Shirazu (sable blanc) - 14-16 : Pins - 17 : Gakuya (coulisses) - 18 : Makuguchi (entrée principale, obstruée par un lourd rideau de trois ou cinq couleurs, Agemaku) - 19 : Kirido-guchi (entrée du chœur et du souffleur) - 20 : Kagami-ita (dessin d’un pin, habituellement dans le style de l’école Kanō. |

Le public est disposé face à la scène (butai) ainsi qu’entre le pont et le flanc gauche du butai. Observé sur 180 degrés, l’acteur doit en conséquence prêter une attention particulière à son placement. Les masques restreignant beaucoup son champ de vision, l’acteur utilise les quatre piliers pour se repérer et le pilier à la jointure de la passerelle et du plateau principal (dit le pilier du shite) pour se positionner.

### Kyōgen: théâtre comique

#### Dramaturgie et répertoire
Le kyōgen (« paroles folles ») est le théâtre de registre comique fortement lié au nô, puisque les pièces de kyōgen sont jouées entre les pièces de nô dans les programmes traditionnels. Ce n’est qu’à l’époque d’Edo au XVIIe siècle que le genre se stabilise et est codifié (essentiellement par Ōkura Tora-akira), intrinsèquement lié au nô et devient un genre du théâtre classique,. Le genre trouve sa source dans le quotidien du peuple et le réalisme, n’hésitant pas à mêler farce ou satire, mais en gommant les aspects grossiers ou choquants du sarugaku qui déplairaient aux spectateurs raffinés des journées de nô. Le kyōgen invoque une large palette du registre comique, aussi bien par le langage que la gestuelle.

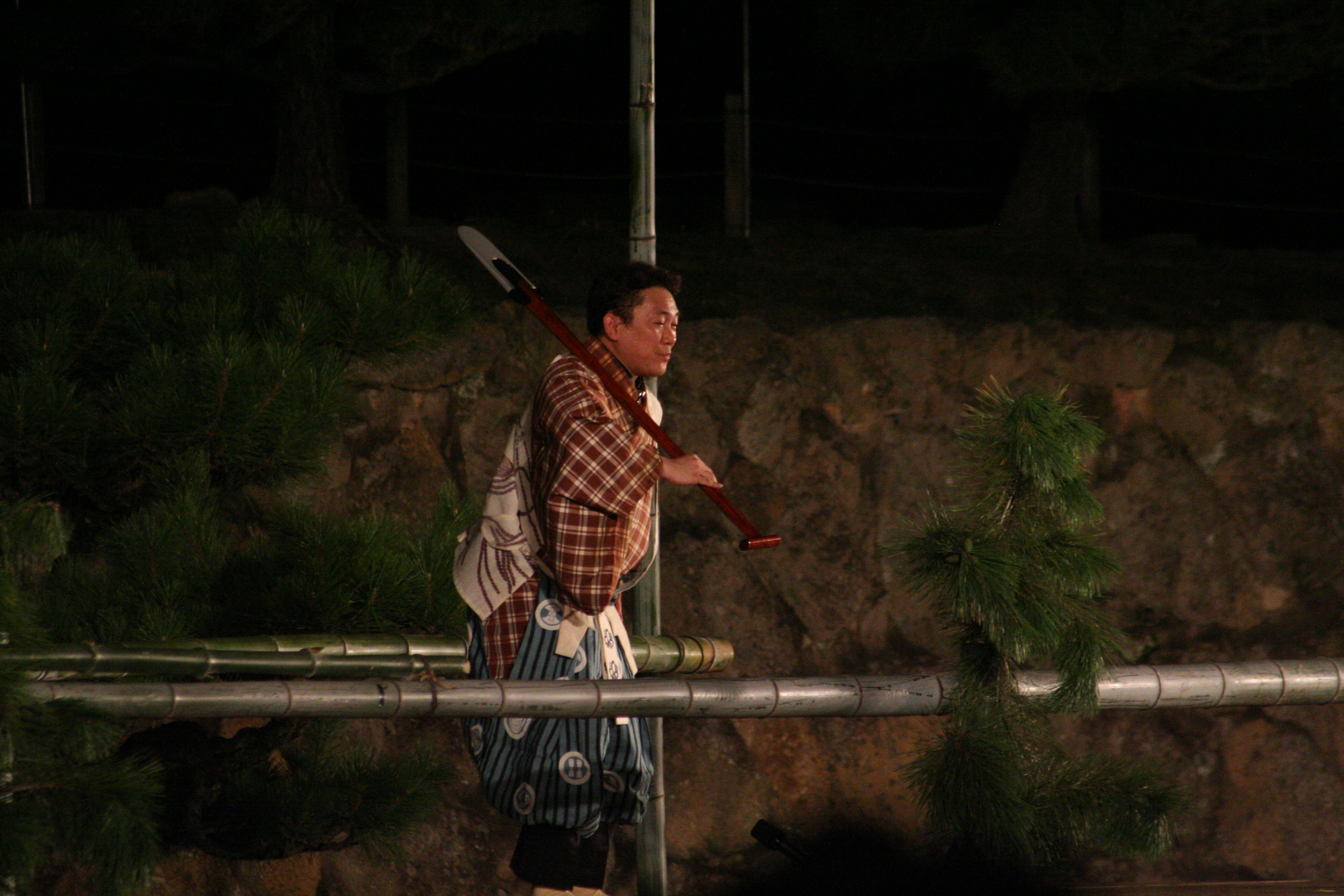
Acteur principal d'une pièce de kyōgen.

Le répertoire actuel du kyōgen est similaire en volume à celui du nô : quelque 200 pièces différentes. La plupart sont anonymes, ou plutôt l’auteur original n’a que peu d’importance. En effet, le kyōgen laisse au départ un très grande part à l’improvisation et une liberté d’adaptation en fonction des représentations. Chaque troupe peut donc jouer une version différente d’une même pièce, en improvisant sur une version de base elle-même remaniée selon la sensibilité de l’auteur. Ce n’est d’ailleurs qu’à partir du XVIIe siècle que les kyōgen, à tout le moins leur trame, sont couchés sur papier. De même, les interludes (ai) des pièces nô jouées par un acteur de kyōgen ne sont jamais rédigés. En ce sens, le genre est souvent comparé à la Commedia dell’arte en Europe. Les archives mentionnent quelques-uns des célèbres auteurs de kyōgen de l’époque médiévale, par exemple Gen’e, directeur de l’école Ôkura.

#### Fonction et thèmes
Traditionnellement, quatre kyōgen sont joués entre les cinq nô dans un programme d’une « journée de nô », qui dure jusqu’à dix heures. Ils visent à détendre le spectateur après la tension émotionnelle que cherchent à provoquer les pièces de nô, car il serait assurément exténuant d’assister à cinq nô sans pause ni détente. C’est la raison pour laquelle les kyōgen sont intimement liés au nô et permettent au spectateur d’apprécier une journée entière de théâtre.
Les catégories de pièces de kyōgen sont moins formalisées que les pièces de nô, et peuvent être regroupées de différentes manières : selon les personnages, l’origine provinciale, l’importance du dialogue, la complexité de la pièce, l’usage de masques... Les écoles actuelles de kyōgen répartissent essentiellement leurs pièces en fonction du type de personnages mis en scène (seigneur, paysan, valet, moine, femme, démons...). De façon générale, les kyōgen les plus simples sont des pitreries ou des bouffonneries sans histoire, visant à provoquer un rire populaire. Viennent ensuite les pièces de comique ou de satire populaire, reposant généralement sur des stéréotypes bien établis et des personnages du peuple : les querelles de couples, les rapports entre maîtres et valets, les moqueries de moines bons vivants... Dans leur forme la plus aboutie, ces farces peuvent devenir des comédies simples jouées en plusieurs actes, mais toujours avec une forte connotation satirique et stéréotypée. En marge, quelques kyōgen n’hésitent pas à parodier les pièces de nô en en reprenant, de façon grotesque, les costumes et les personnages. Il faut aussi compter les spectacles de chansons, et une dizaine de kyōgen qui sont inclassables. Les kyōgen ne sont toutefois jamais caustiques ou engagés, les troupes d’acteurs kyōgen dépendant des troupes de nô et jouant pour amuser son public, incluant les élites.

#### Rôles
En général, un kyōgen comporte deux ou trois personnages. Le shite (ou omo) joue le personnage principal, tandis que les ado, les rôles secondaires, lui donnent le plus souvent la réplique. Les autres personnages sont tous des koado, c’est-à-dire des rôles subsidiaires. L’acteur de kyōgen clame distinctement son texte, à la différence du nô, et ses gestes sont dynamiques. La mimique est expressive et des masques ne sont que rarement portés, sauf pour les parodies de nô.

### Ningyō jōruriou bunraku: théâtre de marionnettes

#### Jeux d’acteurs et de marionnettes

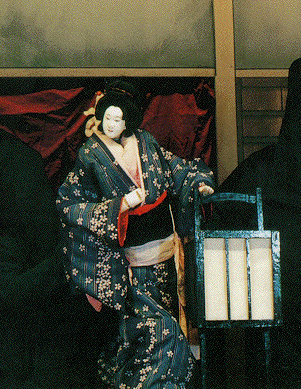
Marionnettes dans une pièce de bunraku.

Le ningyō jōruri ou bunraku est souvent décrit comme le théâtre de marionnettes le plus avancé du monde, notamment parce que son raffinement, sa poésie et ses sources littéraires le destinent à un public d’adultes et non d’enfants. Le bunraku associe trois formes artistiques. Premièrement, la manipulation des marionnettes ou poupées, qui mesurent environ d'un mètre à un mètre cinquante, est réalisée par des marionnettistes parfaitement visibles sur la scène, au sein du décor. Deuxièmement, les dialogues, bruits, chants et déclamations poétiques sont assurés par le conteur appelé tayū. Pour les pièces longues, plusieurs tayū se relaient car assurer toutes les voix est éreintant. Enfin, la musique d’accompagnement est jouée au shamisen, et un chœur chante dans certains passages lyriques. Le tayū et le joueur de shamisen sont tous deux visibles au bord de la scène, habillés en costume de l’époque d’Edo.

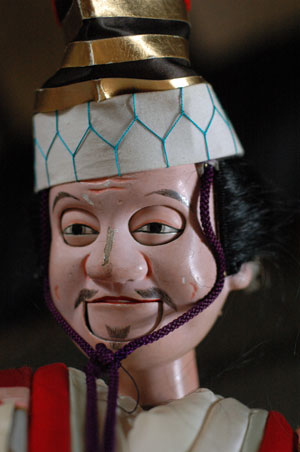
Gros plan sur la tête d'une marionnette de bunraku.

La manipulation des marionnettes évolue durant l’histoire du bunraku. Au début, elles sont rudimentaires et tenues à bout de bras au-dessus de la tête grâce à des tiges, les opérateurs restant cachés. Puis ces derniers investissent la scène en manipulant les poupées à niveau de visage ; cette technique permet un meilleur contrôle de la gestuelle et de la tête des marionnettes, parfois au moyen d’automate. Finalement, le système de manipulation à trois marionnettistes (un maître accompagné de deux assistants vêtus et masqués de noir) apparu au cours des années 1730 est le plus évolué et le plus raffiné ; cette technique requiert une coordination parfaite, qui est en pratique réglée sur la respiration du maître, et des poupées de plus grandes tailles qui ravissent le public de l’époque,,,. À l’intérieur des poupées, des mécanismes actionnés par des fils ou des clapets permettent d’actionner les doigts ou des parties du visage. La présence des marionnettistes sur la scène donne une grande profondeur à la gestuelle, car aussi bien les mouvements des hommes qui manipulent les marionnettes que ceux de celles-ci participent à l’expression théâtrale.
La récitation typique du bunraku se nomme Gidayū-bushi, du nom de son inventeur. Synthétisant la tradition des conteurs, ce style mêle chanson et narration avec beaucoup d’emphase afin de transmettre les sentiments des personnages de l’histoire, masculins ou féminins,. Trois techniques de diction doivent être maîtrisées par le conteur : les parties parlées habituelles au théâtre, les parties chantées ou mélodiques, et les parties intermédiaires permettant les transitions dans un registre poétique ; toutefois, les mélodies peuvent elles-mêmes se décliner en différents niveaux. La physionomie même du conteur souligne les sentiments exprimés dans la scène. L’harmonie qui naît de la bonne synchronisation entre la parole, le geste et la musique contribue au raffinement esthétique du bunraku.

#### Dramaturgie et thèmes

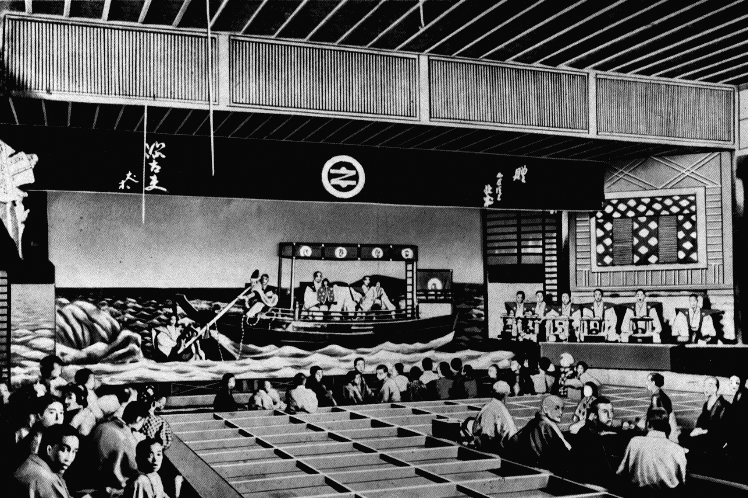
Pièce de bunraku.

Le répertoire du bunraku est le plus littéraire du théâtre japonais. Il se divise en deux catégories principales : les pièces d’époque (jidai-mono) à la manière ancienne et les tragédies bourgeoises (sewa-mono) à la manière nouvelle. Les pièces d’époque, dont l’action se déroule avant la période Edo, héritent essentiellement des histoires classiques, épopées et légendes narrées par les conteurs médiévaux, souvent issues de la littérature et du nô. Le registre épique est très apprécié, mettant en scène les héros de l’histoire japonaise présents par exemple dans le Heike monogatari, le Soga monogatari ou l’histoire des Quarante-sept rōnin. Avec Chikamatsu, le genre gagne quelque peu en réalisme, mettant l’accent sur les situations théâtrales et les personnages plutôt que l’exactitude historique. La seconde catégorie, le théâtre social, est une innovation de Chikamatsu (sa première pièce du genre, Suicides d'amour à Sonezaki, est jouée en 1703) : il s’extrait du répertoire classique pour mettre en scène la vie privée et contemporaine des bourgeois, marchands, commerçants ou apprentis,. Ces pièces sont de nos jours considérées comme les chefs-d'œuvre du dramaturge. Parmi les thèmes favoris de ce « théâtre social » figurent le double suicide tragique de deux amants dont l’amour est rendu impossible par les contraintes sociales, l’adultère, les affaires criminelles, les amours entre jeunes gens de classes différentes et autres faits-divers publics,... Les successeurs de Chikamatsu écrivent des pièces qui peuvent se classer dans une troisième catégorie intermédiaire, mêlant pièces d’époque et tragédies bourgeoises (jidai-sewa mono).

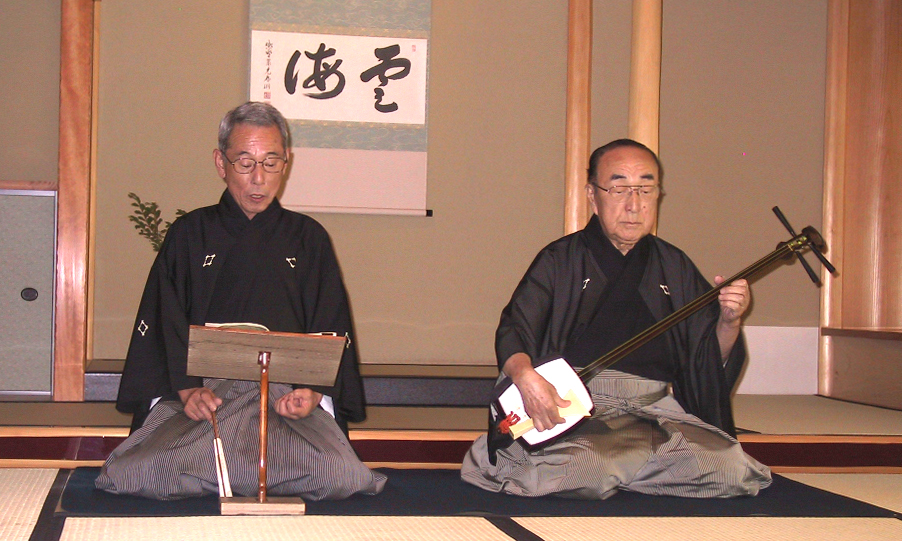
Le conteur (tayū) et le joueur de shamisen dans une pièce de bunraku.

Gidayū et Chikamatsu confèrent au bunraku sa structure traditionnelle, en faisant évoluer tant le répertoire que le mode de narration et de chant. Ils s’inspirent du nô pour la forme standard en trois ou cinq actes des pièces de marionnettes, selon le principe du jo-ha-kyū. Généralement, les pièces d’époque (jidai-mono) sont jouées en cinq actes et les tragédies bourgeoises (sewa-mono) en trois actes. Dans la structure à cinq actes, les deux premiers introduisent la situation et les personnages, le troisième, point culminant de la pièce souvent marqué par un événement tragique, permet le développement de l’action, le quatrième repose sur une scène de voyage poétique dansante sans réelle progression du récit, instaurant une atmosphère douce et belle après la tension du troisième acte, enfin, le cinquième acte apporte le dénouement heureux. Dans la structure en trois actes, le rythme s’accélère tout au long de la pièce : le premier acte introduit la pièce, le second permet le développement du récit et le dernier acte est le point d’orgue amenant au dénouement souvent tragique,. Bien que ces deux structures soient les plus représentées, plusieurs dramaturges après Chikamatsu s’essayent à des pièces plus longues et complexes, jusqu’à plus de dix actes, souvent émaillées de scènes frappantes, mais n’ayant que peu de rapport avec le développement du récit. Chaque acte se découpe lui-même en trois parties nommées kuchi (début), naka (milieu) et kiri (conclusion, le point d’orgue de l’acte), sur le principe du jo-ha-kyū dans le nô.
Le jeu des marionnettes accompagne la narration, excepté les passages dansés, traditionnellement lors des scènes de voyages poétiques (michiyuki) inspirées du nô. Ces scènes de danses lyriques et poignantes sont appelées keigoto.

#### Scène
La scène classique comprend deux espaces de jeu larges, mais peu profonds, un en avant et un en arrière légèrement surélevé : le premier espace (funazoko), sans décor, sert aux scènes d’extérieur, tandis que le second espace (yatai, la scène principale) accueille les passages d’intérieur, avec un décor riche, incluant des habitations ouvertes en façade, construites aux dimensions des poupées. Devant ces deux espaces se trouve une avant-scène permettant l’ouverture du rideau. Face à la scène, chaque espace possède une partition de bois (nommée tesuri) cachant le bas des jambes des marionnettistes, et donnant l’illusion que les marionnettes évoluent sur le sol. Le fond de la scène est occupé par une large toile de fond. Enfin, le conteur et le joueur de shamisen occupent une scène annexe (yuka) située à droite de la scène principale du point de vue des spectateurs,,,.

### Kabuki: drame des bourgeois

#### Dramaturgie et jeu

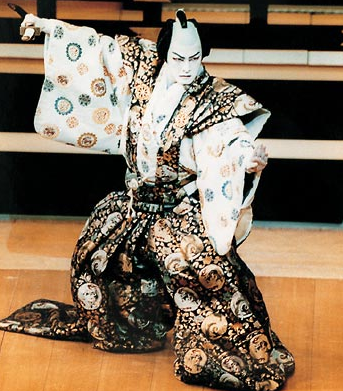
Acteur de kabuki.

Le kabuki est fortement marqué par la culture bourgeoise des chōnin de l’époque d’Edo, et ce n’est qu’après plusieurs décennies après son apparition que le genre, issu des quartiers de plaisir, prend sa forme définitive, à la fois drame et grand spectacle. Comme le nô ou le bunraku, un programme traditionnel de kabuki comprend plusieurs pièces jouées sur une journée.

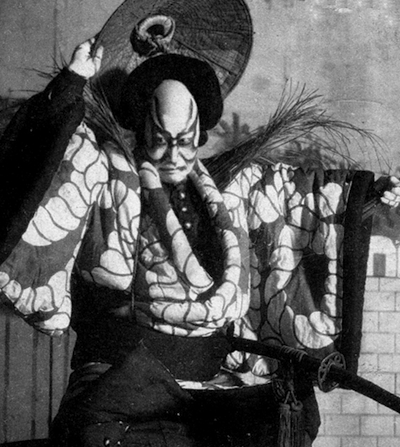
Watonai dans Les Batailles de Coxinga, une pièce de kabuki.

Les premiers dramaturges n’esquissent que des situations sur lesquelles les acteurs improvisent librement, puis, lorsque le kabuki est devenu mature, les troupes s’attachent les services d’un groupe de dramaturges, dirigé par un maître, qui collabore à l’écriture d’un scénario complet, tenant compte tant des exigences de la censure et des financiers que des acteurs disponibles et des susceptibilités des vedettes de la troupe. Les acteurs en particulier sont fortement spécialisés dans un type de rôle bien déterminé parmi une large palette possible. De nouvelles pièces sont donc écrites chaque année : partant d’une situation (un canevas) initiale souvent piochée dans le répertoire classique (Heike monogatari, Soga monogatari, Taiheiki...), les dramaturges développent un récit en fonction de leur sensibilité ainsi que des conventions et exigences extérieures. Ces auteurs probablement issus de la classe des chōnin demeurent souvent inconnus de nos jours, à l’exception des maîtres comme Chikamatsu, Danjūrō, Nanboku ou Mokuami.

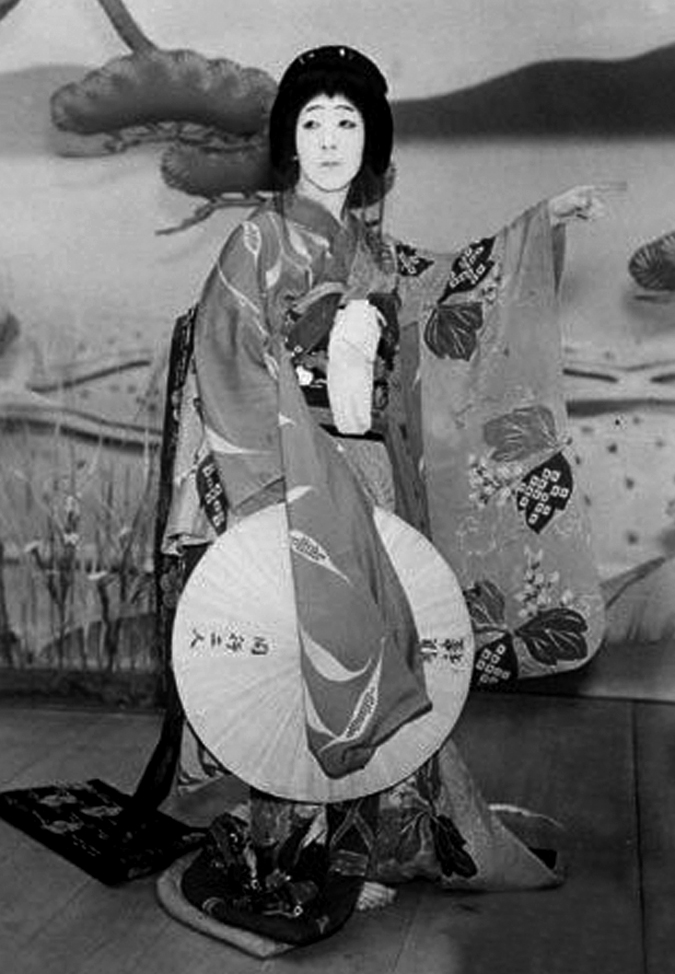
Fukusuke Nakamura VI dans une pièce de kabuki.

Si le programme d’une journée de kabuki suit en général les principes du jo-ha-kyū de Zeami, les pièces sont en revanche très hétéroclites, intégrant de nombreuses scènes frappantes parfois sans rapport avec l’intrigue et changeant constamment de registres, du comique au tragique, du fait-divers à l’épique, du réalisme au fantastique. En réalité, une pièce de kabuki prend plutôt la forme d’une série d’épisodes indépendants, à la différence du théâtre structuré de Chikamatsu.
Le jeu des acteurs de kabuki se caractérise essentiellement par les manières et les poses. Il existe deux principales manières, c’est-à-dire deux façons de jouer : aragoto (manière forte) et wagoto (manière douce). Le jeu aragoto fait appel à des paroles et des gestes exagérés et impétueux, adaptés aux rôles de guerriers ; Ichikawa Danjūrō I est l’inventeur de cette manière qu’il jouait avec un maquillage frappant. Le wagoto, popularisé par Tōjūrō, privilégie au contraire le réalisme du jeu de l’acteur, notamment dans les tragédies bourgeoises. Il faut aussi ajouter l’art de l’onnagata, ces personnages féminins joués avec le plus grand réalisme par des acteurs travestis. Un autre aspect typique du kabuki réside dans les poses exagérées (mie) ou élégantes (kimari) que prennent les acteurs pour exprimer une émotion intense, qui doit stupéfier l’assistance et marquer un sommet de la représentation. Le dialogue demeure souvent pauvre dans le kabuki, étant cantonné à la description des situations et des sentiments, car le jeu stylisé des acteurs, seul à même de transcrire l’« extrême tension psychologique » des confrontations entre personnages, prime résolument.
Particularité du kabuki sur les autres genres classiques : le public participe pleinement au spectacle : cris, approbations et applaudissements ponctuent les moments clés et les poses frappantes (mie). Le genre reste en effet un spectacle né pour le divertissement des bourgeois.

#### Thèmes

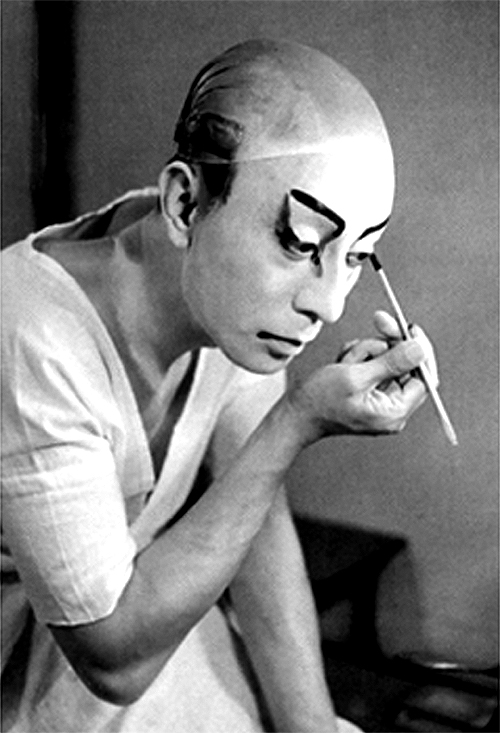
L'acteur de kabuki Ebizō Ichikawa IX au maquillage.

Les pièces de kabuki peuvent se catégoriser de la même façon que celles de bunraku : d’une part, les pièces d’époque (jidai-mono) traitent des événements et héros du passé (c’est-à-dire avant l’époque d’Edo), d’autre part, les tragédies bourgeoises (sewa-mono) contemporaines mettent en scène des personnages anonymes de la classe des chōnin. Cette distinction est donc amenée au kabuki comme au bunraku par Chikamatsu. Dans le kabuki, il convient de rajouter une troisième catégorie, les shosa-goto, courtes pièces de danse souvent intercalées entre deux représentations dramatiques. Plus spécifiquement, le répertoire peut également se diviser selon l’origine des pièces : adaptées du bunraku, adaptées du nô ou spécifiques au kabuki. Enfin, les pièces écrites à l’époque moderne sont classées à part, relevant du « nouveau kabuki » (shin kabuki).
Après Chikamatsu, les auteurs n’hésitent pas à intégrer des éléments contemporains de tragédies bourgeoises dans un cadre historique ancien, mêlant jidai-mono et sewa-mono.

#### Scène et machinerie
La scène de kabuki comprend une projection complète qui traverse le parterre du public jusqu’à l’arrière-salle nommée hanamichi (花道, littéralement « le chemin des fleurs »), utilisée pour les entrées et les sorties les plus spectaculaires, ainsi que les poses (mie) des vedettes,. La révélation d’une identité secrète ou la transformation d’un personnage constituant un point crucial d’une grande partie des pièces du répertoire, les moyens de faire apparaître ou disparaître rapidement un acteur se sont multipliés à partir du XVIIIe siècle, sous la forme de dispositifs scéniques variés, comme des trappes (seri) ou des plateaux permettant de faire pivoter tout ou partie de la scène.

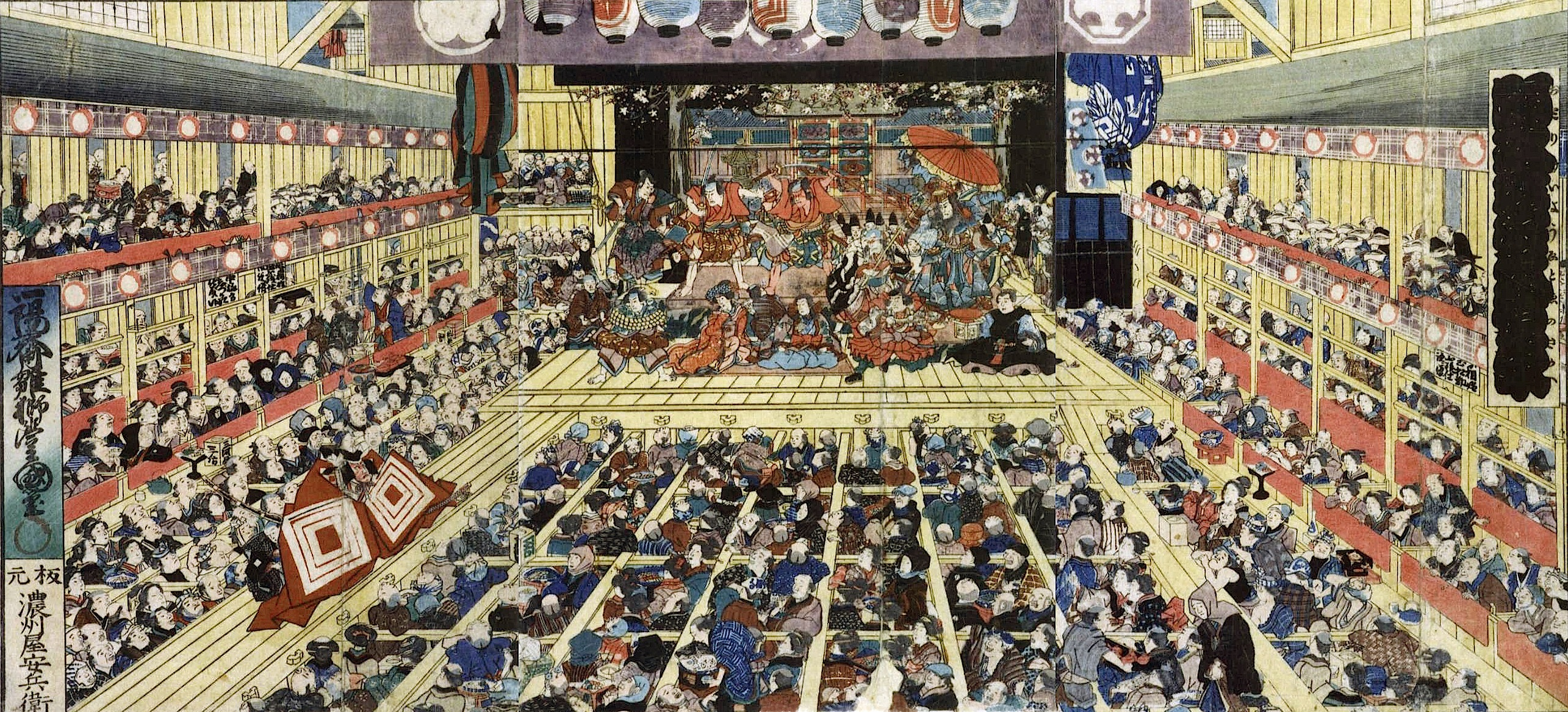
Estampe ukiyo-e d'une salle de kabuki. Toyokuni Utagawa III, 1858.

Le mawari butai, la scène circulaire tournante, a été développée au cours de l’ère Kyōhō (1716–1735). Prenant d’abord la forme d’une plate-forme circulaire montée sur roues et placée sur la scène, cette technique a évolué par l’intégration de la plate-forme roulante dans la scène elle-même. Si les lumières sont parfois éteintes lors de la rotation qui permet un changement de décor (kuraten, rotation dans l’obscurité), elles sont le plus souvent laissées en place, les acteurs jouant une scène de transition pendant la rotation de la plate-forme (akaten, rotation à la lumière).
Comme dans le nô, les assistants de scène nommés kōken interviennent durant les pièces pour apporter et faire disparaître les accessoires nécessaires.

## Le théâtre japonais en France

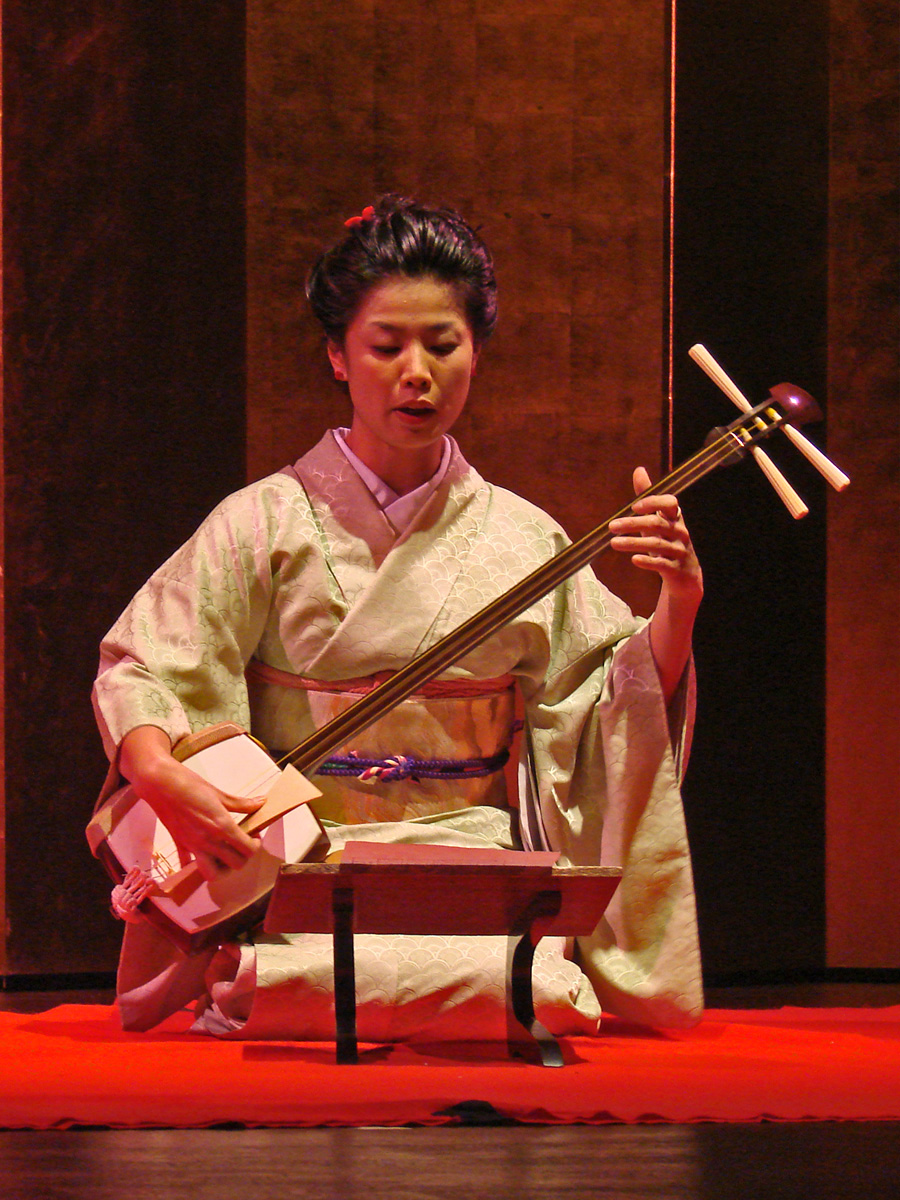
Joueuse de shamisen lors d'une représentation de kabuki au Musée national des arts asiatiques - Guimet à Paris.

En 1900, à l’occasion de l’Exposition universelle, Yakko Sada fait sa première apparition en France, et devient une des vedettes des spectacles de Loïe Fuller. Elle présente avec sa troupe La Geisha et le samouraï, une manière de kabuki adaptée au goût occidental, et provoque une révélation entre autres chez André Gide (qui vient voir six fois de suite le spectacle), Isadora Duncan, Adolphe Appia, Gordon Craig, Meyerhold, etc.
En 1911, Lugné-Poe met en scène une pièce « japonisante » au théâtre de l’Œuvre, L’Amour de Kesa de Robert d’Humières. En 1924, Jacques Copeau tente de monter un authentique nô, Kantan, mais l’expérience s’arrête aux répétitions et l'oeuvre ne se joue jamais. En 1927, Firmin Gémier fait monter par un Japonais, au théâtre des Champs-Élysées, une pièce de kabuki traduite en français, Le Masque (Shuzenji monogatari), avec des décors de Fujita et dans laquelle il joue. Ensuite, la perception en France du théâtre japonais vient aussi, et peut-être surtout, des réflexions de Paul Claudel, qui est ambassadeur de France au Japon de 1921 à 1927. Il consigne ses impressions sur le nô en 1929 dans L’Oiseau noir dans le soleil levant et donne cette définition : « Le drame est l’avènement de quelque chose ; le nô est l’avènement de quelqu’un ».
En 1948, Jean Dasté tente lui aussi l’expérience à la Comédie de Saint-Étienne en montant une pièce du fils de Zeami, Sumidagawa.
Dans les années 1960, trois artistes japonais, ayant tous individuellement suivi une formation traditionnelle, font chacun de leur côté le choix de s’exiler du Japon pour venir faire du théâtre moderne en France :
- Yoshi Oida, après avoir travaillé avec le sulfureux Yukio Mishima, notamment dans sa mise en scène de Salomé d’Oscar Wilde, est devenu un élément prépondérant de l’équipe de Peter Brook, au théâtre des Bouffes du Nord. Il contribue à l’essor du théâtre contemporain, et devient une figure japonaise actuelle du théâtre occidental ;
- Shiro Daimon s’est tourné vers le Buto, danse moderne japonaise issue du drame d’Hiroshima, et crée la Fœ dance. Il organise également des stages de théâtre traditionnel en France et au Japon, et se trouve intermédiaire de certaines grandes familles traditionnelles de Nô, Kabuki ou Kyogen ;
- Junji Fuseya, après avoir débuté en Europe sous l’étiquette de mime japonais, forme des acteurs français à sa technique originale. Dans un mariage théâtral franco-japonais, il allie des éléments du théâtre grec antique, base de la dramaturgie occidentale, et des éléments de la tradition japonaise, pour un art intemporel et œcuménique.

Dans les années 1970, le festival de Nancy dirigé par Jack Lang et le théâtre d'Orsay dirigé par Jean-Louis Barrault deviennent les lieux d’accueil privilégiés de troupes traditionnelles japonaises, et le public français découvre aussi le buto avec Kazuo Ono et Min Tanaka. Depuis, presque chaque année une forme ou l’autre de spectacle japonais est produite en France, et ce dans des lieux prestigieux, comme le théâtre du Châtelet, le théâtre des Champs-Élysées, le théâtre de la Ville, le Festival d'Automne, et le Festival d'Avignon. À partir de 1980, avec l’ouverture à Paris du théâtre du Temps, de nombreux centres culturels franco-japonais voient le jour, et le public peut aussi découvrir de jeunes créateurs, séparément des troupes confirmées comme Sankaï Juku. Enfin, en 1997 se crée à Paris la Maison de la Culture du Japon qui accueille toute l’année des artistes japonais.
En 2008-2009, le théâtre 2 Gennevilliers présente des pièces en japonais, surtitrées en français, de Hirata Oriza, auteur qui se base sur la pratique du gendai kogo engeki (théâtre contemporain en style parlé).
En 2012, l’Espace culturel Le Parc de Ribeauvillé présente des pièces en japonais, surtitrées en français, une pièce de kyōgen « Le jeune marié dans un bateau » ainsi qu’une pièce de nô « Adachigahara ».

#### Ouvrages généralistes
- Roland Barthes, L’Empire des signes, Genève, Skira, 1970, 150 p. (OCLC 422527494)
- (en) James R. Brandon et Martin Banham, The Cambridge Guide to Asian Theatre, Cambridge University Press, 1997, 253 p. (ISBN 978-0-521-58822-5, lire en ligne)
- Michel Corvin (dir.), Dictionnaire encyclopédique du théâtre à travers le monde, Paris, Bordas, 2008, 4e éd., 1583 p. (ISBN 9782047312957)
- Henryk Jurkowski et Thieri Foulc, Encyclopédie mondiale des arts de la marionnette, Montpellier, L’Entretemps, 2009, 862 p. (ISBN 978-2-912877-88-8) (sous la responsabilité de l’Union internationale de la marionnette)
- Shūichi Katō, Histoire de la litterature japonaise, Fayard, 1986 (trois tomes)
- Giovanni Lista, La scène moderne : encyclopédie mondiale des arts du spectacle dans la seconde moitié du XXe siècle, Arles, Actes Sud, 1997, 859 p. (ISBN 978-2-908393-41-5)
- Seiichi Iwao et Teizo Iyanaga, Dictionnaire historique du Japon, vol. 1-2, Maisonneuve et Larose, 2002, 2993 p. (ISBN 978-2-7068-1633-8)
- Françoise Quillet, Les écritures textuelles des théâtres d’Asie : Inde, Chine, Japon, Besançon, Presses universitaires de Franche-Comté, 2010, 306 p. (ISBN 978-2-84867-305-9)

#### Ouvrages de synthèse sur le théâtre japonais
- Paul Arnold, Le Théâtre japonais : nô, kabuki, shimpa, shingeki, Paris, L’Arche, 1957, 286 p. (OCLC 493067069)
- Georges Banu, L’Acteur qui ne revient pas : journées de théâtre au Japon, Paris, Aubier, 1986, 126 p. (ISBN 978-2-7007-1749-5)
- (ja) Shigetoshi Kawatake (dir.), 演劇百科大事典, Tokyo, Heibonsha,‎ 1960 (OCLC 3136963) (Encyclopédie des arts du spectacle en japonais en six volumes)
- (en) Benito Ortolani, The Japanese Theatre : From Shamanistic Ritual to Contemporary Pluralism, Princeton University Press, 1995, 375 p. (ISBN 978-0-691-04333-3, lire en ligne)

#### Ouvrages sur le théâtre classique
- (en) Tsuruo Andō (trad. Don Kenny), Bunraku : the puppet theater, New York, Weatherhill, coll. « Performing arts of Japan » (no 1), 1970, 222 p. (OCLC 2225197)
- Anne Bayard-Sakai, La parole comme art : le rakugo japonais, Paris, L’Harmattan, 1992, 383 p. (ISBN 978-2-7384-0851-8)
- Dragomir Costineanu, Origines et mythes du kabuki, Paris, Publications orientalistes de France, 1996, 477 p. (ISBN 978-2-7169-0309-7)
- Armen Godel, Le Maître de nô, Paris, Éditions Albin Michel, 2004, 202 p. (ISBN 978-2-226-15184-1)
- (en) Yoshinobu Inoura et Toshio Kawatake, The traditional theater of Japan, New York, Weatherhill, 1981, 259 p. (ISBN 978-0-8348-0161-5)
- (en) Samuel L. Leiter, Historical dictionary of Japanese traditional theatre, Lanham, Md., Scarecrow Press, 2006, 558 p. (ISBN 978-0-8108-5527-4)
- (en) Masakatsu Gunji et Chiaki Yoshida (photographie) (trad. Christopher Holmes), The Kabuki Guide, Tokyo, New York, Kodansha International, 1987, 144 p. (ISBN 978-4-7700-1347-7)
- Gérard Martzel, Le Dieu masqué : fêtes et théâtre au Japon, Paris, Publications orientalistes de France, 1982, 338 p. (ISBN 978-2-7169-0158-1)
- (en) Yasuo Nakamura (trad. Don Kenny), Noh : the classical theater, New York, Weatherhill, coll. « Performing arts of Japan » (no 4), 1971, 248 p. (ISBN 978-0-8027-2439-7)
- Noël Peri, Le Nô : études sur le drame lyrique japonais, Tokyo, Maison franco-japonaise, 1944, 495 p. (OCLC 467989257)
- (en) Eric C. Rath, The Ethos of Noh : Actors and Their Art : 1870-1930, Harvard University Asia Center, 2006, 325 p. (ISBN 978-0-674-02120-4, lire en ligne)
- Gaston Renondeau, Le Bouddhisme dans les Nô, Tokyo, Hosokawa Print. Co., 1950, 190 p. (OCLC 6513532) (Publication de la Maison franco-japonaise, serie B, tome II)
- René Sieffert, Nô et Kyôgen : théâtre du Moyen Age, Paris, Publications orientalistes de France, 1979, 613, 584 (ISBN 978-2-7169-0122-2) (deux volumes)
- René Sieffert et Michel Wasserman (collaborateur), Théâtre classique, Paris, Publications orientalistes de France, 1983, 169 p. (ISBN 978-2-7169-0185-7)
- (en) Masatarō Tōgi (trad. Don Kenny), Gagaku : court music and dance, New York, Weatherhill, coll. « Performing arts of Japan » (no 5), 1971, 207 p. (ISBN 978-0-8027-2445-8)
- (en) Yasuji Toita (trad. Don Kenny), Kabuki : the popular theater, New York, Weatherhill, coll. « Performing arts of Japan » (no 2), 1970, 245 p. (ISBN 978-0-8027-2424-3)
- Jean-Jacques Tschudin, Histoire du théâtre classique japonais, Toulouse, Anacharsis, 2011, 506 p. (ISBN 978-2-914777-79-7)
- Zeami et René Sieffert (traduction et commentaire), La Tradition secrète du nô, suivie de Une Journée de nô, Paris, Gallimard, 1960, 378 p. (ISBN 978-2-07-070531-3)

#### Ouvrages sur le théâtre moderne
- Shintarō Fujii et Christophe Triau, Scènes françaises, scènes japonaises : allers-retours, Gennevilliers, Théâtre de Gennevilliers, coll. « Théâtre/Public » (no 158), 2010, 115 p. (ISBN 978-2-84260-415-8)
- Catherine Hennion, La naissance du théâtre moderne à Tōkyō : du kabuki de la fin d’Edo au Petit théâtre de Tsukiji (1842-1924), Montpellier, Entretemps, 2009, 411 p. (ISBN 978-2-912877-48-2)
- (en) David Jortner, Keiko McDonald et Kevin J. Wetmore Jr, Modern Japanese theatre and performance, Lanham, MD, Lexington Books, 2007, 289 p. (ISBN 978-0-7391-1152-9)
- (en) J. Scott Miller, Historical dictionary of modern Japanese literature and theater, Lanham, Md., Scarecrow Press, 2009, 191 p. (ISBN 978-0-8108-5810-7)
- Yukio Mishima (trad. Marguerite Yourcenar et Jun Shiragi), Cinq Nô modernes : théâtre, Paris, Gallimard, 1984, 168 p. (ISBN 978-2-07-070019-6)
- (en) Brian Powell, Japan’s Modern Theatre : A Century of Change and Continuity, Lausanne, Japan Library, 2002, 213 p. (ISBN 978-1-873410-30-1)
- (en) Akihiko Senda (trad. J. Thomas Rimer), The voyage of contemporary Japanese theatre, Honolulu, University of Hawaii Press, 1997, 306 p. (ISBN 978-0-8248-1722-0, lire en ligne)
- Jean-Jacques Tschudin, Le kabuki devant la modernité : 1870-1930, Lausanne, L’Âge d’Homme, 1995, 350 p. (ISBN 978-2-8251-0628-0, lire en ligne)

#### Ouvrages sur la musique, les accessoires et arts folkloriques dans le théâtre japonais
- Kabuki : costumes du théâtre japonais, Paris, Artlys, 2012, 190 p. (ISBN 978-2-85495-495-1) (exposition de la Fondation Pierre Bergé – Yves Saint Laurent sous la direction scientifique d’Aurélie Samuel)
- François Berthier, Masques et portraits, Paris, Publications orientalistes de France, 1981, 100 p. (ISBN 978-2-7169-0152-9)
- (en) Penelope E. Mason et Donald Dinwiddie, History of Japanese art, Pearson-Prentice Hall, 2005, 432 p. (ISBN 978-0-13-117601-0)
- Christine Shimizu, L’art japonais, Flammarion, coll. « Tout l’art », 2001, 448 p. (ISBN 978-2-08-013701-2)
- Akira Tamba, La structure musicale du Nô : théâtre traditionnel japonais, Paris, Klincksieck, 1974, 245 p. (OCLC 370745282)
- Akira Tamba, La musique classique du Japon : du XVe siècle à nos jours, Paris, Publications orientalistes de France, 2001, 175 p. (ISBN 978-2-7169-0323-3)
- (en) Alison Tokita (dir.) et David W. Hughes (dir.), The Ashgate Research Companion to Japanese Music, Aldershot, Ashgate Publishing, 2008, 446 p. (ISBN 978-0-7546-5699-9, lire en ligne)
- (en) Jane Turner (dir.), The dictionary of Art, vol. 17, Grove’s Dictionaries, 1996, 902 p. (ISBN 978-1-884446-00-9)

#### Articles de revue
- (en) Yuka Amano, « "Flower" as Performing Body in Nō Theatre », Asian Theatre Journal, vol. 28, no 2,‎ 2011, p. 529-548 (lire en ligne)
- (en) Roland Barthes, « On Bunraku », The Drama Review, vol. 15, no 2,‎ 1971, p. 76-80 (lire en ligne)
- (en) Ury Eppstein, « The Stage Observed. Western Attitudes Toward Japanese Theatre », Monumenta Nipponica, vol. 48, no 2,‎ 1993, p. 147-166 (lire en ligne)
- (en) C. Andrew Gerstle, « The Culture of Play: Kabuki and the Production of Texts », Bulletin of the School of Oriental and African Studies, University of London, vol. 66, no 3,‎ 2003, p. 358-379 (lire en ligne)
- (en) Janet E. Goff, « The National Noh Theater », Monumenta Nipponica, vol. 39, no 4,‎ 1984, p. 445-452 (lire en ligne)
- (en) Thomas Immoos, « The Birth of The Japanese Theater », Monumenta Nipponica, vol. 24, no 4,‎ 1969, p. 403-414 (lire en ligne)
- (en) Mikiko Ishii, « The Noh Theater: Mirror, Mask, and Madness », Comparative Drama, vol. 28, no 1,‎ 1994, p. 43-66 (lire en ligne)
- (en) Samuel L. Leiter, « The Kanamaru-za: Japan’s Oldest Kabuki Theatre », Asian Theatre Journal, vol. 14, no 1,‎ 1997, p. 56-92 (lire en ligne)
- (en) Eric C. Rath, « Legends, Secrets, and Authority: Hachijō Kadensho and Early Modern Noh », Monumenta Nipponica, vol. 54, no 2,‎ 1999, p. 169-194 (lire en ligne)
- (en) Zvika Serper, « Japanese Noh and Kyōgen Plays: Staging Dichotomy », Comparative Drama, vol. 39, nos 3/4,‎ 2005-2006, p. 307-360 (lire en ligne)
- (en) Theodora Skipitares, « The Tension of Modern Bunraku », Journal of Performance and Art, vol. 26, no 3,‎ 2004, p. 13-21 (lire en ligne)
- (en) Barbara E. Thornbury, « Restoring an Imagined Past: The National Theatre and the Question of Authenticity in Kabuki », Asian Theatre Journal, vol. 19, no 1,‎ 2002, p. 161-183 (lire en ligne)
- (en) Gart T. Westerhout, « Muromachi Musicals: Resetting Kyōgen in a Modern Medium », Asian Theatre Journal, vol. 24, no 1,‎ 2007, p. 262-268 (lire en ligne)